# Association de la jeunesse auxerroise
Pour les articles homonymes, voir AJA.
Vous lisez un « bon article » labellisé en 2008.  Il fait partie d'un « bon thème ».
Maillots
Actualités
Dernière mise à jour : 10 août 2025.

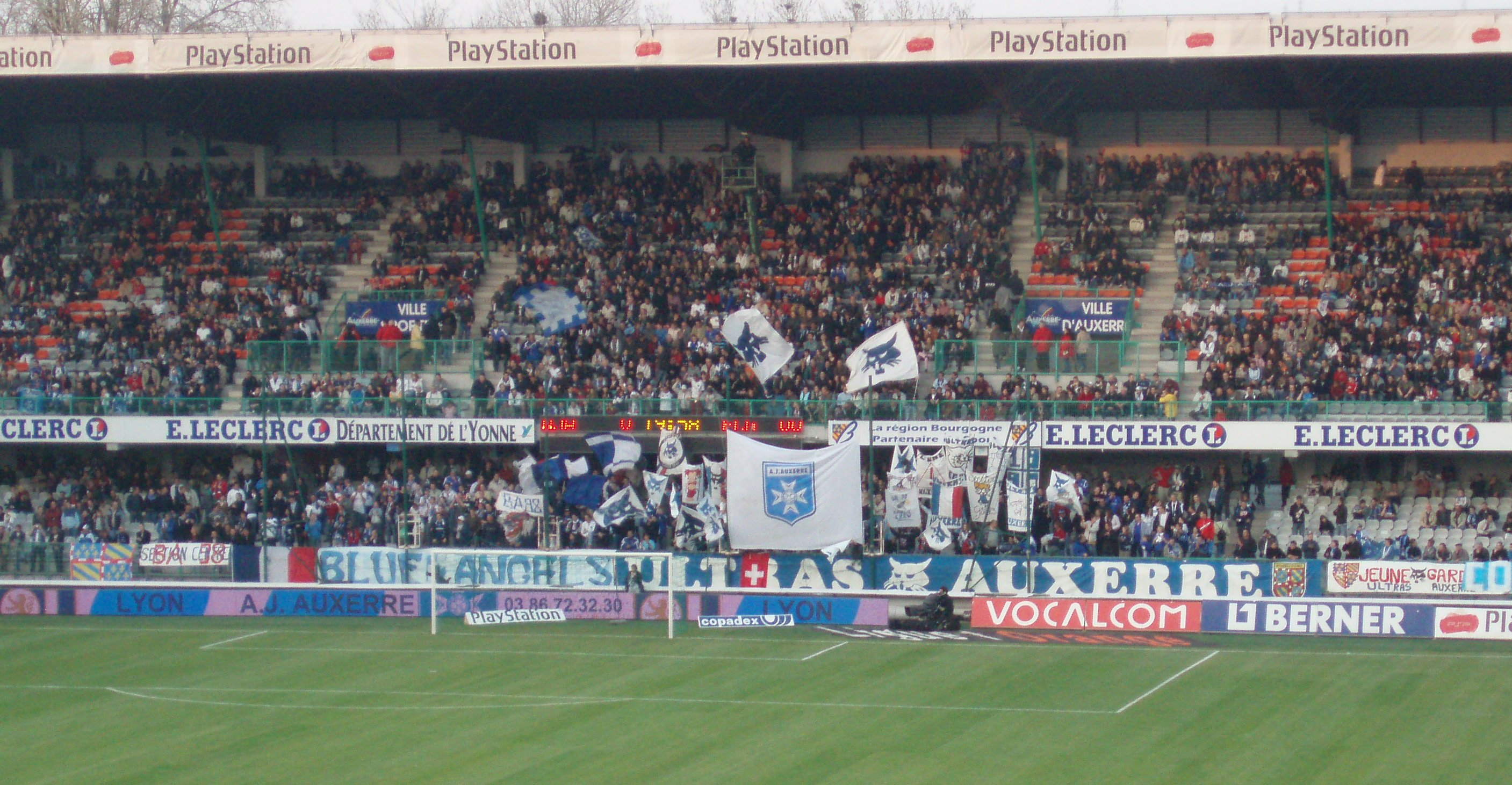
Supporters de l'AJ Auxerre.

L'Association de la jeunesse auxerroise (abrégée en AJ Auxerre ou AJA) est un club de football français fondé en 1905 et situé à Auxerre dans l'Yonne.
Fondée par l'abbé Ernest Deschamps, l'AJ Auxerre évolue de sa création jusqu'aux années soixante dans les divisions régionales bourguignonnes. Avec l'arrivée de Guy Roux au poste d'entraîneur, en 1962, le club entame une période faste : l'AJA est promue en troisième division en 1970 puis en deuxième division en 1974. Pensionnaire de D2, le club atteint la finale de la Coupe de France en 1979 puis monte en première division en 1980. Après cette montée, l'AJ Auxerre évolue pendant trente-deux années consécutives en première division (de la saison 1980-81 à la saison 2011-12). Au cours de cette période, le club réalise le doublé Coupe-Championnat en 1996 et remporte trois autres Coupes de France, en 1994, 2003 et 2005, année où Guy Roux prend sa retraite. Figure emblématique du club, Guy Roux a permis au club de s'illustrer sur la scène européenne, l'AJA atteignant les demi-finales de la Coupe UEFA en 1993 et les quarts de finale de la Ligue des champions en 1997. La présidence de Jean-Claude Hamel (de 1963 à 2009) et l'apport financier de son mécène, Gérard Bourgoin, permettent au club de s'installer durablement en Ligue 1 et de se doter d'un centre de formation performant dont sont issus de grands footballeurs comme Eric Cantona, Basile Boli, deux champions du monde 1998 (Lionel Charbonnier et Bernard Diomède) ou encore Djibril Cissé, sacré deux fois meilleur buteur du championnat avec l'AJA.
Plusieurs entraîneurs succèdent à Guy Roux et le club est relégué en Ligue 2 en 2012. Après cette relégation, l'AJ Auxerre passe dix saisons consécutives en Ligue 2. Le club retrouve l'élite le temps d'une saison (2022-23), marquée par une relégation mais remonte aussitôt en Ligue 1 après l'obtention du titre de champion de France de Ligue 2 en 2024.
L'AJ Auxerre appartient depuis octobre 2016 au groupe chinois ORG Packaging dont le dirigeant est James Zhou. Le club est présidé par Baptiste Malherbe depuis août 2022.

## Historique

### Fondation du club (1905)

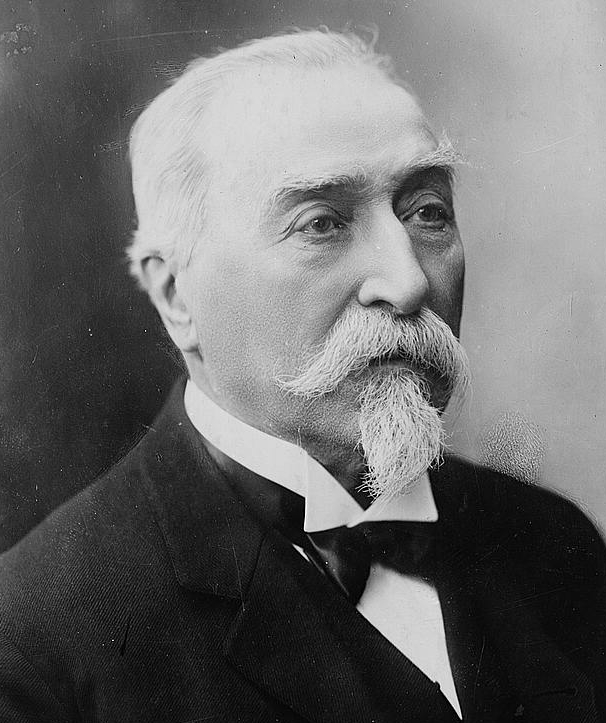
Émile Combes, président du Conseil à l'origine de la séparation de l'Église et de l'État

En mars 1887, Apollinaire Geste, vicaire de l'église Saint-Pierre, fonde à Auxerre le patronage Saint-Joseph. Le futur abbé Deschamps en devient le président à 19 ans. Baccalauréat en poche, Ernest Deschamps est embauché  dans l'étude de Maître Guimard à Auxerre en qualité de troisième clerc puis de second clerc chez Maître Frété à Joigny en 1890. En 1892 il s'expatrie comme premier clerc dans l'étude de Maître Boutfol notaire à Argenteuil près de Paris. Il participe alors largement à la vie du patronage local, la Saint-Georges d'Argenteuil dont il assure la vice-présidence, faisant profiter la Saint Joseph d'Auxerre de l'expérience de son nouveau patronage dont les statuts et le fonctionnement sont cités en exemple par le Bulletin des patronages et mûrit sa vocation dans l'exil. Sur le point d'acquérir une étude notariale, il abandonne son projet à la mort de son père en 1896 pour entrer au grand séminaire de Sens. Ordonné prêtre le 24 juin 1900, il est nommé vicaire à la cathédrale Saint-Étienne d'Auxerre et directeur du patronage paroissial Saint-Joseph.
À la fin du XIXe siècle, l'idée d'une séparation de l'Église et de l'État fait son apparition, afin de remettre en cause le Concordat de 1801 institué par Napoléon Ier et le Saint-Siège. En 1901, la loi sur la liberté d'association dispose qu'« aucune congrégation religieuse ne peut se former sans une autorisation donnée par une loi ». Le 4 septembre 1904, Émile Combes, président du Conseil depuis 1902, prononce à Auxerre un discours sur la séparation de l'Église et de l'État devant deux mille personnes. Après la démission d'Émile Combes à la suite de l'affaire des fiches, c'est son successeur, Maurice Rouvier, qui mène la séparation jusqu'à son terme.

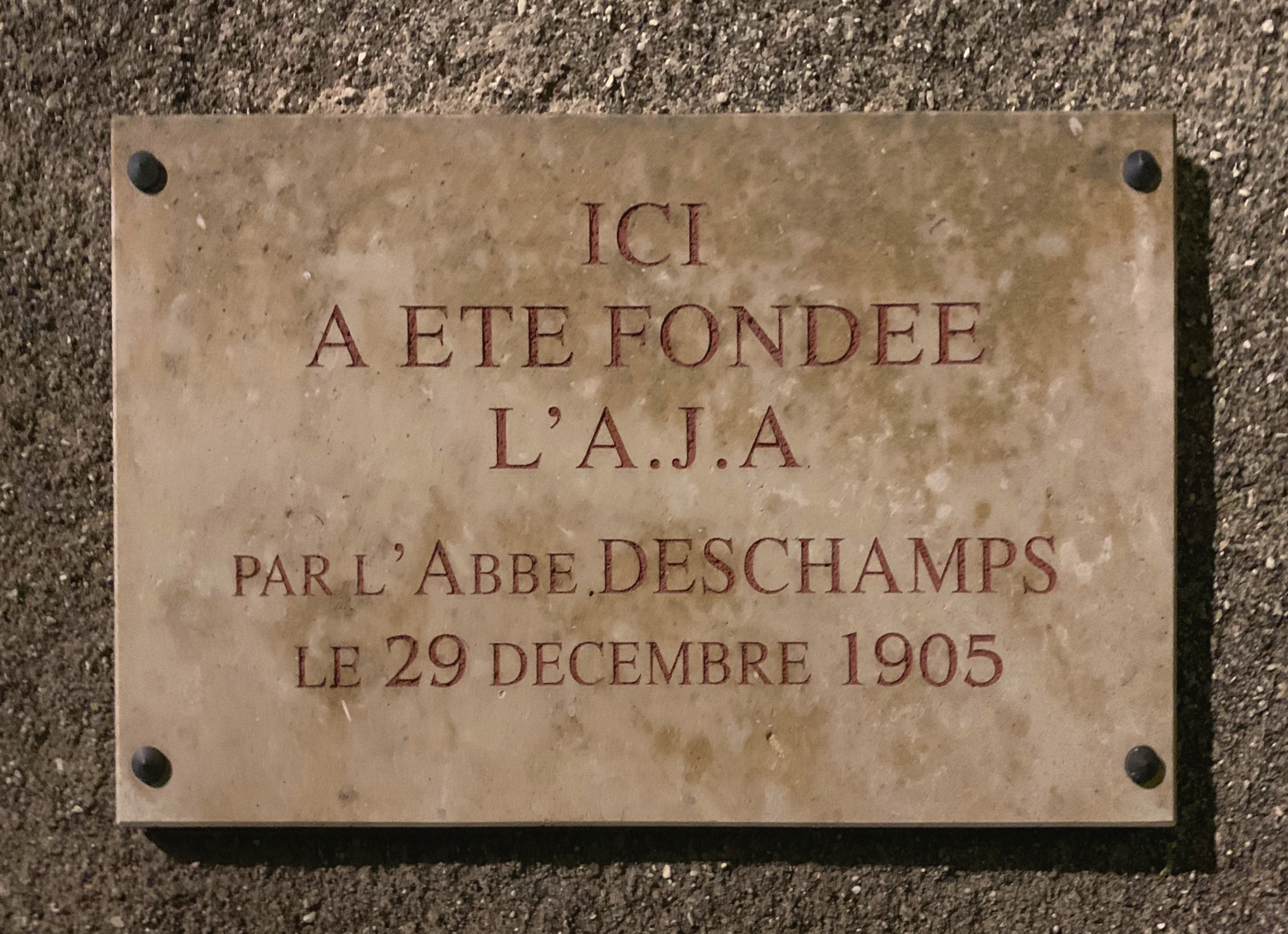
Plaque commémorative de la fondation de l'AJ Auxerre le 29 décembre 1905, place Saint-Étienne à Auxerre.

À Auxerre, en réaction à la loi de séparation de l'Église et de l'État votée le 9 décembre 1905, l'abbé Deschamps, vicaire de la cathédrale Saint-Étienne d'Auxerre et directeur du patronage Saint-Joseph, profite de la loi de 1901 en créant, le 29 décembre 1905, une société sportive et d'éducation : l'association de la jeunesse auxerroise. Les activités pratiquées au sein du club sont la gymnastique masculine, la clique (batterie-fanfare), la préparation militaire, le tir et le football. Le 1er janvier 1906, l'AJ Auxerre s'affilie à la Fédération gymnastique et sportive des patronages de France (FGSPF).

### Débuts (1905-1945)
L'AJ Auxerre qui pense s'affilier à la FGSPF dès 1905 décide d'organiser des matchs avec les clubs membres de cette fédération. Elle dispute ainsi son premier match officiel le 5 novembre 1905 contre les Rupins de Bourgogne de Migennes en présence de Charles Simon, secrétaire général de la FGSPF et ami de l'abbé Deschamps. L'AJ Auxerre s'impose alors comme le meilleur club bourguignon de la FGSPF en remportant chaque année le championnat de Bourgogne FGSPF entre 1906 et 1914. Au niveau national l'AJ Auxerre s'incline en finale du championnat de France des patronages 1909 contre les Bons Gars de Bordeaux (défaite 5-1 à Gentilly). La saison suivante l'AJ Auxerre est éliminée en demi-finale par le Patronage Olier sur le score de 9 à 0, le 17 avril 1910.
Lors de la Première Guerre mondiale, l'AJ Auxerre perd cinquante-sept de ses cent trente-deux membres masculins. En 1918, l'AJ Auxerre est contrainte de libérer le terrain de l'Ocrerie qu'elle occupe depuis 1905. Lors de la saison 1917-1918 l'AJ Auxerre participe à la première Coupe de France de football. Le 7 octobre 1917, l'AJ Auxerre est éliminée au premier tour par l'Alliance vélo-sportive auxerroise sur le score de 6 buts à 1. En 1920, l'AJ Auxerre s'affilie à la Fédération française de football et à la Ligue de Bourgogne de football. L'AJ Auxerre participe alors aux championnats départementaux. Elle remporte le titre de champion de l'Yonne en 1929 et participe à son premier championnat de Bourgogne en 1931. En 1936-1937, connaissant des difficultés financières, l'AJ Auxerre renonce à disputer le championnat de Bourgogne. Elle le dispute à nouveau en 1941.
Pendant la Seconde Guerre mondiale, malgré l'occupation allemande, l'AJ Auxerre continue d'exister. Elle perd trois joueurs au cours de ce conflit : son gardien de but, Pierre Bureau (abattu le 9 juillet 1944 dans un bois près du Val-de-Mercy) et deux de ses coéquipiers, Gaston Martin et Charles Paquot, tués par la Milice française car ils sont résistants.

### Division d'honneur et division 3 (1945-1974)
En 1946, l'AJ Auxerre remporte à nouveau le titre de champion de l'Yonne et accède à la division d'honneur de Bourgogne. Cette même année, l'AJ Auxerre réalise le doublé en gagnant la coupe de l'Yonne de football. Peu de temps après, Pierre Grosjean devient le premier entraîneur officiel du club. L'après-guerre est marqué par les derbys contre le Stade auxerrois, le club laïc de la ville d'Auxerre. Le 1er décembre 1949, l'abbé Deschamps meurt et l'année suivante, le stade de la route de Vaux est rebaptisé stade de l'Abbé-Deschamps. En 1950, Georges Hatz est nommé entraîneur de l'AJ Auxerre. L'AJ Auxerre rate la montée en championnat de France amateurs en 1951 sur tapis vert car son gardien de but possède une double licence. En 1952, faute d'argent, l'AJ Auxerre ne peut conserver Georges Hatz. C'est alors une valse d'entraîneurs qui commence à l'AJ Auxerre : 1952-1953 Marc Olivier, 1953-1955 M. Pignault, 1955-1956 Pierre Meunier, 1956-1958 Jacques Boulard, 1958-1959 Joseph Holmann, 1959-1961 Christian Di Orio. En 1958, l'AJ Auxerre est même reléguée en promotion d'honneur de Bourgogne mais remonte dès la saison suivante en division d'honneur de Bourgogne.
En 1961, Jean Garnault devient président de l'AJ Auxerre et propose à Guy Roux de revenir jouer à Auxerre (il y a joué de 1952 à 1957). Guy Roux accepte à la condition de devenir entraîneur-joueur. L'AJ Auxerre qui a reçu plusieurs CV d'entraîneurs (dont ceux de Jean Baratte et Bolek Tempowski) choisit finalement Guy Roux car c'est le moins cher. L'AJ Auxerre est alors déficitaire de 8 000 francs et est obligée de couper du bois, plutôt que d'utiliser du charbon, afin de chauffer le vestiaire pour faire des économies. À 23 ans, Guy Roux devient le onzième entraîneur de l'AJ Auxerre depuis la Libération (sur un total de dix-sept saisons). De 1962 à 1964, Guy Roux effectue son service militaire à Trèves en compagnie de Lionel Jospin. Il est alors remplacé à l'AJ Auxerre par Gagneux et Jacques Chevalier. En 1963, Jean Garnault est élu président de la ligue de Bourgogne. Il est remplacé à la tête de l'AJ Auxerre par Jean-Claude Hamel. L'AJ Auxerre évolue en division d'honneur jusqu'en 1970. À l'issue de la saison 1969-1970, l'AJ Auxerre remporte en effet le championnat de Bourgogne de division d'honneur, accédant ainsi à la division 3. L'AJ Auxerre évolue dans le groupe centre de la division 3. L'AJ Auxerre se renforce en recrutant le lensois Kalman Gerencseri et André Fefeu, ancien joueur professionnel à Saint-Étienne avec qui il a gagné le championnat et la coupe. Guy Roux fait également venir le capitaine de l'équipe de France amateurs, François Chevat. Pour ses deux premières saisons à ce niveau, l'AJ Auxerre termine à la troisième place. En 1972-1973, l'AJ Auxerre termine sixième mais la saison est embellie par la Coupe de France où l'AJ Auxerre atteint les trente-deuxièmes de finale. La saison suivante, l'AJ Auxerre termine quatrième et monte en deuxième division car les trois clubs qui la devancent sont des réserves d'équipes professionnelles qui n'ont pas le droit d'évoluer en deuxième division : Lyon, Saint-Étienne, Marseille.

### Division 2 (1974-1980)
Le 17 août 1974, l'AJ Auxerre dispute sa première rencontre de Division 2 face à Hazebrouck et s'impose 2 buts à 1. L'AJ Auxerre évolue alors en Division 2 avec le statut amateur. Elle doit toutefois engager à plein temps un secrétaire administratif et financier : Jean Edy. Afin d'assurer son maintien en Division 2, l'AJ Auxerre recrute le gardien polonais Marian Szeja qui est remplaçant au FC Metz et l'international olympique Gérard Hallet. La saison suivante, l'AJ Auxerre recrute Serge Mesonès, Dominique Cuperly, Jean-Marc Schaer et Lucien Denis. Lors de ses deux premières saisons en Division 2, l'AJ Auxerre termine à chaque fois à la dixième place. Lors de la saison 1975-1976, l'AJ Auxerre atteint pour la première fois de son histoire les seizièmes de finale de la Coupe de France où elle s'incline contre l'Olympique de Marseille (0-0 à Auxerre, défaite 2-0 à Marseille).
La saison suivante, l'AJ Auxerre arrive de nouveau en seizième de finale de la Coupe de France. Le 12 mars 1977, la réception de l'AS Saint-Étienne attire 15 000 spectateurs au stade. Auxerre termine cette saison-là à la cinquième place puis la suivante à la quatrième place. Lors de la septième journée du championnat 1978-1979, Jean-Jacques Annaud qui réalise le film Coup de tête, filme les supporters auxerrois à l'occasion du match Auxerre-Troyes. Coup de tête raconte l'épopée d'un petit club, l'AS Trincamp, en Coupe de France. L'AJ Auxerre semble s'en inspirer puisqu'elle atteint cette même saison la finale de la coupe de France. L'AJ Auxerre n'avait jusqu'alors jamais dépassé les seizièmes de finale. En quart de finale, l'AJ Auxerre bat le LOSC, pensionnaire de Division 1, avant d'éliminer en demi-finale le Racing Club de Strasbourg, qui vient de remporter le titre de champion de France de Division 1. C'est la première fois depuis 1933 qu'un club amateur se qualifie pour la finale et la première fois depuis 1959 qu'un club de deuxième division atteint ce niveau. Le 16 juin 1979, en finale au Parc des Princes, Auxerre s'incline contre le FC Nantes, 4 buts à 1 après prolongation. Cette épopée épuise l'AJ Auxerre qui rate la montée en Division 1 en terminant une nouvelle fois à la quatrième place.
Cette montée au plus haut niveau est obtenue dès la saison suivante. Il faut cependant attendre la dernière journée du championnat. Auxerre est alors à égalité de points avec Avignon (quarante-deux points) et reçoit l'AS Cannes, troisième du groupe avec quarante points. Pendant ce temps, Avignon reçoit le Paris FC. L'AJ Auxerre s'impose 2 buts à 1 et devance Avignon grâce à une meilleure différence de buts. Auxerre s'adjuge ensuite le titre de champion de France de Division 2 en battant le FC Tours qui a terminé premier du groupe A.

### Découverte de la Division 1 et de la Coupe d'Europe (1980-1995)
Auxerre fait ses premiers pas en division 1 le 24 juillet 1980 contre le Sporting Club de Bastia à Toulon car le terrain des corses est suspendu. Auxerre s'incline 2-0. Le 20 novembre 1980, Andrzej Szarmach signe à Auxerre après avoir enfin obtenu le bon de sortie de la Fédération polonaise de football. Il débute deux jours plus tard à domicile contre l'Olympique lyonnais et inscrit le premier de ses quatre-vingt-quatorze buts en Division 1. Pour sa première saison en Division 1, l'AJ Auxerre réussit deux performances : le 13 décembre 1980, elle s'impose au Parc des Princes contre le Paris Saint-Germain Football Club (3-2), puis le 7 avril 1981, l'AJ Auxerre s'impose au stade Marcel-Saupin contre le Football Club de Nantes (1-0), qui n'a plus perdu un match à domicile depuis cinq ans et quatre-vingt-douze matchs (invincibilité allant du 15 avril 1976 au 7 avril 1981), en omettant deux matches en Coupe d'Europe : le 13 septembre 1978, défaite du Football Club de Nantes face au Benfica Lisbonne (0-2) et le 19 mars 1980, défaite face au Dynamo Moscou (2-3). L'AJ Auxerre termine à la dixième place du classement final. Les deux saisons suivantes, l'AJ Auxerre termine quinzième puis huitième.
Lors de la saison 1983-1984, l'AJ Auxerre monte pour la première fois sur le podium en se classant troisième. L'AJ Auxerre occupe même, pour la première fois de son histoire, la première place du classement, de la 5e à la 10e journée à la suite d'une série de sept victoires consécutives (de la 2e à la 9e journée). Patrice Garande termine meilleur buteur du championnat avec vingt-et-une réalisations. Garande remporte quelques semaines plus tard la médaille d'or aux jeux olympiques de Los Angeles avec l'équipe de France olympique tandis que Joël Bats et Jean-Marc Ferreri gagnent le championnat d'Europe 1984 avec l'équipe de France. Cet été-là, Auxerre recrute Michel N'Gom. International espoir, il a quitté le PSG pour franchir un palier en rejoignant l'AJ Auxerre. Lors des matchs de préparation, il inscrit cinq buts en dix matchs. Le dernier week-end avant la reprise du championnat, il se rend à Paris pour voir ses anciens coéquipiers. Il meurt à la suite d'un accident de la circulation le 12 août 1984. Afin de lui rendre hommage, un des salons du stade de l'Abbé Deschamps porte son nom. La saison 1984-1985 voit Auxerre découvrir la Coupe d'Europe pour la première fois de son histoire en participant à la Coupe UEFA. Le tirage au sort ne lui est pas favorable puisqu'elle est opposée au Sporting Portugal. Le 19 septembre 1984, au stade José Alvalade XXI, elle dispute donc sa première rencontre européenne et s'incline 2 buts à 0. Le match retour a lieu 3 octobre 1984. L'AJ Auxerre réussit à remonter ses deux buts de retard grâce à un doublé de Szarmach. L'AJ Auxerre cède cependant dans les prolongations en concédant deux buts. Auxerre termine la saison à la quatrième place. Grâce à la victoire de l'AS Monaco, troisième du championnat, en Coupe de France, l'AJ Auxerre se qualifie pour la Coupe UEFA.
L'intersaison 1985 voit Joël Bats rejoindre le PSG. Bruno Martini revient de prêt pour prendre sa succession. En coupe UEFA, l'AJ Auxerre hérite du Milan AC comme adversaire. Au match aller, l'AJ Auxerre s'impose 3-1. Les deux équipes ratent un penalty et Paolo Maldini dispute ce jour-là (18 septembre 1985) son premier match en coupe d'Europe. Au match retour, l'AJ Auxerre s'incline 3 buts à 0 et est éliminée. Septième en championnat et quart-de-finaliste en Coupe de France, l'AJ Auxerre n'est pas européenne une troisième saison d'affilée. Auxerre termine quatrième en 1986-1987, se fait éliminer encore une fois au premier tour de la Coupe UEFA la saison suivante : défaite 2-0 en Grèce contre le Panathinaïkos puis victoire trop courte au retour 3-2. La saison 1988-1989 voit l'AJ Auxerre terminer cinquième en championnat et atteindre les demi-finales de la Coupe de France où elle est éliminée par l'Olympique de Marseille, futur vainqueur de l'épreuve. Grâce à sa cinquième place en championnat, l'AJ Auxerre retrouve la Coupe UEFA et y réalise son premier beau parcours. Lors du tour préliminaire, l'AJ Auxerre réalise son premier exploit. Battue 0-1 à domicile par le Dinamo Zagreb, elle s'impose 3-1 en Yougoslavie et se qualifie pour les trente-deuxièmes de finale. Auxerre bat successivement les Albanais du KF Apolonia Fier, les Finlandais de RoPS Rovaniemi et les Grecs de l'Olympiakós Le Pirée avant d'être éliminée en quart de finale par la Fiorentina. En parallèle à cette aventure, l'AJ Auxerre termine à la sixième place en championnat. Lors de l'été 1990, l'AJ Auxerre vend Basile Boli et recrute Enzo Scifo, Alain Roche et Zbigniew Kaczmarek. Auxerre termine à la troisième place après avoir été leader du championnat après quinze journées.

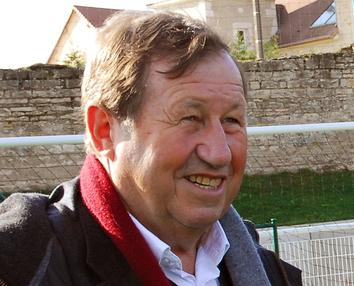
L'emblématique entraineur de l'AJA, Guy Roux.

En 1991-1992, Auxerre est éliminée en seizième de finale de la Coupe UEFA par Liverpool puis termine quatrième en division 1. Cet été 1992, l'AJ Auxerre vend Alain Roche, Jean-Marc Ferreri tout en recrutant Frank Verlaat, Gérald Baticle et Moussa Saïb. L'AJ Auxerre effectue alors un somptueux parcours en UEFA. Auxerre élimine le Lokomotiv Plovdiv puis le tout récent FC Copenhague. En huitième de finale, l'AJ Auxerre élimine les Belges du Standard de Liège. En quart de finale, l'AJ Auxerre est opposée à l'Ajax Amsterdam tenant du titre et invaincu en Coupe d'Europe depuis deux ans. Avant d'affronter l'Ajax Amsterdam, Auxerre reste sur cinq défaites en championnat. Auxerre réalise un gros match et s'impose 4 à 2 à domicile. Au match retour, Auxerre s'incline 1-0 et se qualifie pour la demi-finale qui oppose l'AJ Auxerre au Borussia Dortmund. Au match aller, en Allemagne, l'AJ Auxerre s'incline 2 buts à 0. Lors du match retour, 18 400 spectateurs encouragent l'AJ Auxerre qui ouvre la marque dès la huitième minute. Les deux équipes se livrent alors un match d'une très grande intensité. Aucune des deux équipes ne ferme le jeu et l'attaquant suisse de Dortmund, Stéphane Chapuisat se procure de nombreuses occasions. À la soixante-et-onzième minute, Vahirua tire un coup franc qui est envoyé au fond des filets de la tête par Verlaat. Deux minutes plus tard, Baticle et Cocard partent au but. Baticle décale Cocard qui du bout du pied pousse la balle vers le but vide. Alors que le ballon va rentrer, un défenseur allemand la sort in extremis. À l'issue du temps réglementaire, il y a donc égalité parfaite entre l'AJ Auxerre et Dortmund et c'est la prolongation. Elle est marquée par une expulsion dans chaque camp (Kutowski pour Dortmund, et Guerreiro pour l'AJ Auxerre). Le score n'évolue pas, les deux équipes se départagent aux tirs au but. Alors que le score est de 6-5, Stéphane Mahé échoue dans sa tentative. Auxerre est éliminée et l'image de Stéphane Mahé, en larmes, est ancrée dans la mémoire des supporters auxerrois. Bien que terminant sixième du championnat, Auxerre est de nouveau qualifié pour la Coupe UEFA à la suite de l'affaire VA-OM. L'OM étant suspendu en C1, il est remplacé par Monaco qui est inscrit d'abord pour la Coupe UEFA. La place de Monaco est alors attribuée à l'AJ Auxerre. Contrairement à l'épopée de la saison précédente, l'AJ Auxerre est éliminée dès le premier tour par Tenerife de Fernando Redondo. L'AJ Auxerre se rattrape avec le championnat (troisième) mais aussi en remportant le premier trophée majeur de son histoire, la Coupe de France. Après avoir écarté des équipes de division inférieure lors des premiers tours, l'AJ Auxerre élimine Nantes en demi-finale avant de s'imposer 3 buts à 0 au Parc des Princes en finale contre Montpellier. La saison suivante, Auxerre termine quatrième en championnat et est quart de finaliste de la Coupe des coupes : Auxerre est éliminé par Arsenal à l'Abbé-Deschamps (1-0) après avoir pourtant obtenu le nul 1-1 à Highbury.

### L'AJA au premier plan (1995-2005)
Pour la saison 1995-1996, l'AJA quitte rapidement l'Europe avec une élimination en seizième de finale de la Coupe UEFA contre Nottingham Forest et commence son championnat par un bilan équilibré dans un championnat dominé par le PSG, qui est sacré champion d'automne avec sept points d'avance sur l'AJA et le FC Metz. Le 16 décembre 1995, pour la dernière journée avant la trêve hivernale, le PSG compte six points d'avance sur le RC Lens et dix sur le club auxerrois. Le PSG s'incline alors trois fois de suite en championnat : l'AJA en profite et ne pointe plus qu'à trois points du PSG avec un match en retard. En parallèle à ces trois défaites en championnat, le PSG est éliminé de la Coupe de France, en huitième de finale, par l'AJA (3-1). Auxerre s'empare de la tête du classement en s'imposant au LOSC Lille par quatre buts à zéro, pendant que le PSG s'incline à domicile 3-2 contre le FC Metz. Auxerre est alors en tête du championnat avec un point d'avance sur le PSG et trois sur le FC Metz qui compte alors un match en retard.
Le 13 avril 1996, en demi-finale de la Coupe de France, l'AJA élimine l'Olympique de Marseille au stade Vélodrome lors de la séance des tirs au but. Le 4 mai, Auxerre remporte la deuxième Coupe de France de son histoire en battant Nîmes en finale par 2 buts à 1.
Pendant, ce temps, en championnat, Auxerre prend de l'avance en battant Saint-Étienne pendant que le PSG est battu à domicile par Lille. Auxerre compte quatre points d'avance à deux journées de la fin et peut être sacré dès l'avant-dernière journée en réalisant un match nul contre l'En avant de Guingamp (EA Guingamp). Le 11 mai 1996, Auxerre décroche le nul à l'EA Guingamp, pendant que le PSG est tenu en échec chez les Girondins de Bordeaux et que le FC Metz s'incline face au FC Nantes. L'AJA est sacrée champion de France pour la première fois de son histoire et réalise ainsi le doublé coupe-championnat. Lors de la dernière journée, devant 22 500 spectateurs (record d'affluence du club), Auxerre bat le FC Nantes, le précédent champion, pour ce qui ressemble à une passation de pouvoir. Après ce doublé, Laurent Blanc, Sabri Lamouchi et Corentin Martins sont sélectionnés pour le championnat d'Europe de football 1996 où ils arrivent en demi-finale. Un peu plus tard, Taribo West remporte la médaille d'or aux Jeux olympiques d'Atlanta avec le Nigeria.
Après cet imprévisible doublé, l'AJA perd trois de ses cadres à l'intersaison : Blanc, Cocard, Martins. Pour sa première participation à la ligue des champions, l'AJA signe deux exploits en allant s'imposer à Glasgow contre les Rangers et à Amsterdam face à l'Ajax. Auxerre est ensuite éliminée en quart de finale par le Borussia Dortmund, futur vainqueur de l'épreuve. Toutefois l'AJA s'estime lésée par l'arbitrage, à cause d'un but valable refusé à Laslandes lors du match aller,,. Auxerre termine également sixième du championnat qui la qualifie seulement pour la Coupe Intertoto 1997. Auxerre la remporte et accède à la Coupe UEFA 1997-1998. Elle écarte le Deportivo La Corogne, l'OFI Crète, le FC Twente avant d'être éliminée en quart de finale par la Lazio de Rome. Auxerre termine septième du championnat et est qualifiée pour la Coupe Intertoto 1998, où elle est éliminée par l'Espanyol de Barcelone.
La saison 1998-1999 est délicate pour l'AJA qui ne se sauve que lors de la dernière journée en s'imposant à domicile contre le Stade rennais. Lors de la saison 1999-2000, Auxerre renoue avec le haut du tableau en terminant huitième mais l'événement de la saison est marqué par l'annonce du départ à la retraite de Guy Roux. Il est remplacé par l'entraîneur de l'équipe réserve Daniel Rolland. Cette même année, l'AJA devient une société anonyme sportive professionnelle (SASP). Daniel Rolland ne reste entraîneur de l'AJA qu'une seule saison. En effet, après un an d'absence, Guy Roux redevient entraîneur. Il conserve la tactique 4-5-1 mise en place par Daniel Rolland, après avoir observé que les huit quarts de finaliste de la Ligue des champions 2000-2001 évoluent tous avec ce schéma. L'AJA termine huitième, au terme d'une saison sans éclat, excepté la victoire 4-0 face au PSG au parc des Princes le 10 février 2001 en 16e de finale de la Coupe de France.

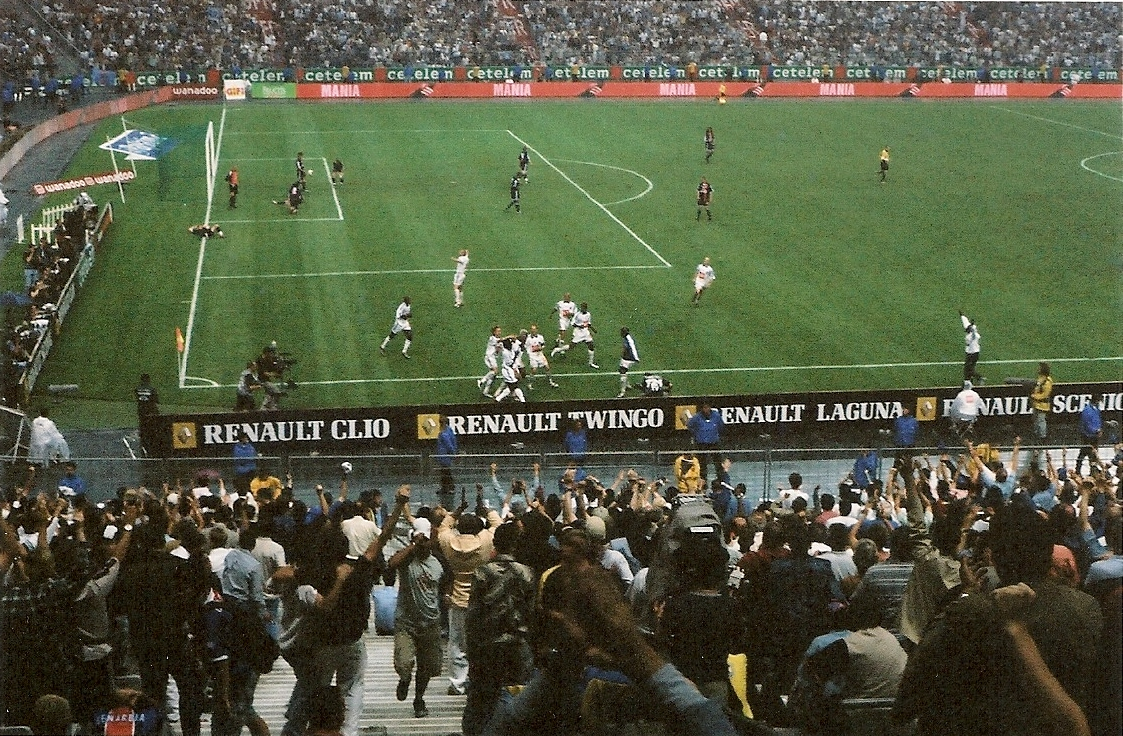
En 2003, Auxerre remporte la Coupe de France.

Le vendredi 23 novembre 2001, Guy Roux qui ne se sent pas bien, se rend au service cardiologie de l'hôpital d'Auxerre. Le médecin l'ausculte et le fait immédiatement transférer à l'hôpital Cochin à Paris afin d'y subir des examens complémentaires. Le médecin lui signale qu'il a une ou deux artères bouchées et l'envoie alors à l'hôpital Saint-Joseph où il est opéré en urgence d'un double pontage coronarien. Alain Fiard qui est alors l'entraîneur adjoint assure l'intérim pendant la convalescence de Guy Roux. Ce dernier reprend sa place en janvier 2002. S'appuyant sur la génération des Cissé, Mexès, Boumsong, Kapo, l'AJA termine troisième du championnat avec notamment vingt-deux réalisations de Cissé qui termine meilleur buteur du championnat de France à égalité avec le bordelais Pauleta. Le club se qualifie pour la seconde fois de son histoire pour la Ligue des champions après avoir écarté le Boavista Porto lors du tour préliminaire. L'AJA est ensuite éliminée lors de la phase de poule mais réussit l'exploit de s'imposer 2 buts à 1 contre Arsenal à l'arsenal Stadium. Auxerre est la seule équipe française à s'être imposée dans ce stade. À l'issue de la saison, Auxerre remporte sa troisième Coupe de France en battant le PSG en finale. Boumsong, Mexès, Kapo et Cissé participent ensuite à la Coupe des confédérations 2003 qu'ils remportent en battant en finale le Cameroun de leur coéquipier Perrier-Doumbé.
En 2003-2004, l'AJA termine quatrième et Cissé termine de nouveau meilleur buteur du championnat en ayant inscrit vingt-six buts. À l'issue de cette saison l'AJA perd plusieurs de ses cadres : Cissé rejoint Liverpool, Mexès signe à l'AS Roma, Olivier Kapo s'engage avec la Juventus et Boumsong est recruté par les Glasgow Rangers. Malgré ces départs, l'AJA remporte la Coupe de France 2005 contre Sedan. À l'issue du match, Guy Roux annonce son départ à la retraite.
À l'issue de la saison 2004-2005, l’AJA célèbre son centenaire par de nombreux événements. Ces festivités sont organisées les 2 et 3 juillet 2005. Toutefois, une exposition consacrée à l'AJA ouvre ses portes au public dès le 17 juin. Le 2 juillet 2005 une plaque est posée au premier siège de l'AJA, 4 place de Saint-Étienne. Une gerbe de fleurs est également déposée sur la tombe de l'abbé Deschamps. Le soir, l'AJA affronte le Futbolnyy Klub Chakhtar Donetsk  pour le match du centenaire. Le match, gratuit comme toutes les manifestations du centenaire, voit les deux équipes se séparer sur un match nul (1 à 1). Pour l’occasion, l'AJA porte un maillot bleu ciel et or.

### L'après Guy Roux (2005-2011)
Le 7 juin 2005, Jacques Santini succède à Guy Roux. Malgré une saison correcte (sixième), le courant entre Santini et les dirigeants ne passe pas. Son contrat est résilié rapidement, après une seule saison. Le 20 mai 2006 Auxerre engage Jean Fernandez qui vient de démissionner de son poste d'entraîneur de l'Olympique de Marseille. Pour sa première saison au club, Fernandez conduit l'AJA à la huitième place en championnat. Cette saison 2006-2007 voit l'AJA atteindre la barre symbolique des cent matchs européens (le 14 décembre 2006 contre Livourne), puis le 14 avril 2007, à l'occasion de la trente-deuxième journée du championnat de France, l'AJA dispute son millième match en première division contre Toulouse.

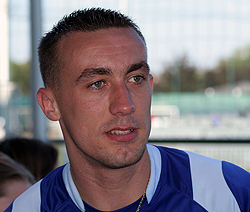
Ireneusz Jeleń attaquant de l'AJA entre 2006 et 2011.

Lors de la saison 2007-2008, l'AJA connaît un début de championnat délicat avec six défaites lors des sept premières journées. L'AJA obtient finalement son maintien lors de l'avant-dernière journée. Lors de la dernière journée, Lyon vient s'imposer à l'Abbé-Deschamps et remporte son septième titre. C'est le second club, après Lens en 1998, qui est sacré à Auxerre lors de la dernière journée. Lors de la saison 2008-2009, l'AJA termine à la 8e place. Après un début de saison délicat (15e à la trêve), l'AJA réussit une meilleure seconde partie de saison, s'imposant au Stade Gerland face à Lyon et au Parc des Princes face au PSG. Entre la 32e et la 37e journée, l'AJA remporte six matchs d'affilée. Le 6 juillet 2009, le président Hamel en place depuis 1963 part à la retraite. Il est remplacé par Alain Dujon.
L'exercice 2009-2010 est d'abord mitigé, malgré une série sans défaite. Le club enchaîne ensuite sept victoires d'affilée, et à l'issue de la quatorzième journée, l'AJA s'empare de la tête du classement. Cette série de victoires s'achève lors de la quinzième journée par une défaite au Parc des Princes face au Paris Saint-Germain. L'AJA rentre ensuite dans le rang et est cinquième à la trêve mais le club repart ensuite de l'avant et enchaîne douze matchs sans défaite entre la 24e et la 35e journée. Lors de celle-ci, Auxerre, alors 2e, reçoit le 30 avril le leader du championnat, l'Olympique de Marseille, dans le match au sommet de journée. Les hommes de Jean Fernandez pointent à 5 points de ceux de Didier Deschamps. Les deux équipes ne parviennent cependant pas à se départager (0-0). Lors de la journée suivante, l'AJA est battue en fin de match par l'Olympique lyonnais (2-1) et voit ses chances de terminer championne s'amenuiser. L'AJ Auxerre termine donc 3e derrière Marseille et Lyon, gagnant le droit de disputer le barrage de la Ligue des champions. Le club de Ireneusz Jeleń, du capitaine Benoît Pedretti, et de Daniel Niculae, peut alors se féliciter d'avoir la meilleure défense du championnat.
Auxerre commence la saison 2010-2011 par trois matchs nuls en championnat. Le club affronte le Zénith Saint-Pétersbourg lors des barrages d'accès à la phase de poule de la Ligue des champions. Après avoir perdu contre les Russes, grands favoris, à l'aller, une victoire 0-2 qualifie l'AJA mais rapidement décimée par les blessures (Ireneusz Jeleń et Anthony Le Tallec notamment), le club s'enfonce au classement et essuie 3 défaites de rang en Ligue des champions. Tombés dans le « groupe de la mort », les Auxerrois sont successivement dominés par le Milan AC (0-2), le Real Madrid (0-1) et l'Ajax Amsterdam (1-2). La roue tourne néanmoins et Auxerre entame sa remontée alignant 8 matchs consécutifs sans défaite toutes compétitions confondues malgré un effectif amputé de nombreux éléments. Au cours de cette période, l'AJA s'impose notamment au Parc des Princes face au PSG (3-2) et surtout écarte l'Ajax Amsterdam 2-1 lors de la 4e journée de la Ligue des champions. Toutefois, cette série est stoppée par le Milan AC. Les Lombards battent une nouvelle fois l'AJA sur un score identique qu'au match aller et les éliminent de la compétition. Entre le 20 novembre 2010 et le 26 février 2011, l'AJA ne remporte aucun de ses 16 matches, toutes compétitions confondues et plonge au classement. Le club termine finalement la saison à la 9e place en ayant néanmoins lutté jusqu'à la dernière journée pour son maintien.

### Les remous internes et la chute (2011-2017)
Avant la fin du championnat, les « anciens » dirigeants du club en désaccord avec la politique menée par Alain Dujon fondent le Collectif d'Appoigny, bientôt renommé AJA 2015. On trouve à sa tête l'ex-vice-président et homme d'affaires Gérard Bourgoin, l'ex-entraîneur Guy Roux mais aussi l'ex-président Jean-Claude Hamel qui avait pourtant favorisé la prise de pouvoir d'Alain Dujon. Ils sont soutenus par d'anciens joueurs comme l'emblématique gardien Fabien Cool.
Ce collectif obtient la tenue d'une assemblée générale de l'association AJA en vue d'un vote de confiance ou de défiance pour la direction le 19 mai 2011. Le jour même, la justice interdit à sept nouveaux membres de l'association favorables au clan Dujon de prendre part au scrutin. Dans la soirée, ce dernier décide de faire appel de cette décision et quitte l'assemblée avec ses soutiens en estimant que celle-ci était reportée. Restés seuls — et majoritaires —, les membres du collectif élisent malgré tout un nouveau président de l'association en la personne d'Henri Maupoil ainsi que plusieurs représentants au sein de la SAOS, la société gérant le club professionnel.
Cette assemblée générale sera par la suite validée par le tribunal de commerce d'Auxerre malgré l’opposition du clan Dujon. Quelques jours plus tard, Gérard Bourgoin est élu président de la SAOS et remplace Alain Dujon démissionnaire.
Le 2 juin, malgré les efforts du nouveau président pour le convaincre de rester, Jean Fernandez — en fin de contrat — décide de quitter son poste d’entraîneur pour s'engager à l'AS Nancy-Lorraine ; Laurent Fournier est désigné pour succéder à Fernandez. Venu du Racing Club de Strasbourg, l'ancien entraîneur du PSG est préféré à Paul Le Guen. Fournier reste au club jusqu'en mars 2012, à la suite d'une défaite contre le promu Evian TG qui place le club en très mauvaise position à 10 journées de la fin du championnat. Laurent Fournier est alors remplacé par Jean-Guy Wallemme. Jamais depuis 1961 et la nomination de Guy Roux, l'AJA n'avait limogé un entraîneur en cours de saison. Wallemme ne peut éviter en fin de saison 2011-2012 la relégation de l'AJA, terminant à la dernière place, qui est officiellement reléguée en Ligue 2, après 32 saisons passées dans l'élite après une défaite contre Marseille.
Le 2 décembre 2012 et après un début de saison très compliqué, le club annonce le départ de son entraîneur Jean-Guy Wallemme d'un commun accord,. Il est remplacé par Bernard Casoni.
Le 19 avril 2013, la reprise du club est officialisée. Guy Cotret, ancien cadre de la Caisse d’Épargne, devient président en lieu et place de Gérard Bourgoin. Il s'appuie sur le fonds d'investissement luxembourgeois PLP pour permettre la recapitalisation du club. Emmanuel Limido, gérant de PLP devient le nouveau propriétaire du club. À la fin de la saison, le club termine 9e.
La saison suivante voit notamment l’arrivée du futur international Ruben Aguilar en provenance de Grenoble, la série de défaites et la menace de la relégation en National qui plane sur le club bourguignon depuis le début de l'année 2014 pousse le président à remplacer Bernard Casoni par Jean-Luc Vannuchi le 17 mars 2014,. Vannuchi parvient à enrayer la chute du club qui assure son maintien en Ligue 2 lors de l'ultime journée du championnat contre Nancy,. Il est confirmé dans ses fonctions pour la saison 2014-2015.
Lors de la saison 2014-2015, Auxerre termine le championnat à la 9e place mais atteint la finale de la Coupe de France, s'inclinant 1-0 contre le Paris Saint-Germain. Le matin même de cette rencontre, le propriétaire du club, Emmanuel Limido, décède des suites d'une crise cardiaque. Sa femme Corinne Limido en tant que cogérante de la société LFC Invest SARL (ex-Paris Luxembourg Participations (PLP)), et propriétaire par le biais de la société AJA XXL Capital d'une participation d'environ 60% dans le capital de la SAOS AJA Football, reprend la succession de son défunt mari.
Lors de la saison 2015-2016, Auxerre termine dans le ventre mou du championnat, à la 8e place. Malgré de très bons résultats contre les équipes du haut de tableau, le club ne parvient pas à enchaîner les victoires et cumule les mauvaises performances contre les mal classés. À la fin de la saison, d'un commun accord entre les parties, Jean-Luc Vannuchi quitte le club et son successeur est nommé quelques jours plus tard ; il s'agit de l'ancien attaquant nantais, le Roumain Viorel Moldovan.
Le 26 septembre 2016, Viorel Moldovan est mis à pied de son poste d'entraîneur de l'équipe première de l'AJA, à la suite de ses mauvais résultats (l'AJA se classe 19e après la 9e journée de championnat, son plus mauvais classement depuis sa descente en Ligue 2), mais aussi à la suite de ses propos tenus à l'encontre du club, et de son management notamment. Il est licencié pour faute grave une semaine plus tard, le 3 octobre 2016.
Le 7 octobre 2016, l'arrivée de Cédric Daury en tant qu’entraîneur de l'AJA est officialisée par le club bourguignon sur son site officiel.

### Un nouveau départ avec Zhou (2016-2020)

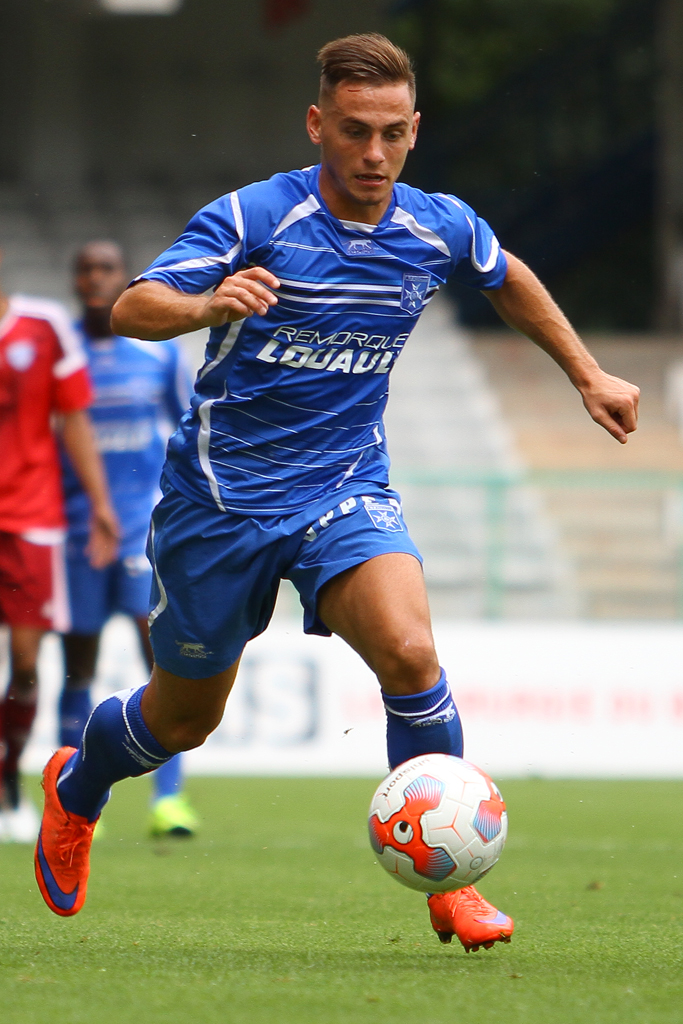
Ruben Aguilar honore sa première sélection face à la Finlande le 11 11 2020.

En octobre 2016, après de nombreux remous internes, le club connait un renouveau à la suite de son rachat par le groupe chinois ORG Packaging,. James Zhou, son président devient alors l'actionnaire majoritaire du club icaunais. De ce rachat découle un changement interne à la direction de l'AJA. En effet, le 17 mai 2017, Guy Cotret est limogé et Francis Graille est officiellement nommé président de l'AJ Auxerre par le conseil d'administration de la SAS gérant le club de Ligue 2. Lors de sa nomination, il se confie pour le site officiel de l'AJ Auxerre : « J’éprouve une grande fierté de me retrouver à la tête d’un club mythique du football français ; j’aborde cette tâche avec humilité mais aussi détermination pour amener le club à la place qui aurait dû toujours être la sienne, dans l’élite du football français ».
Le 19 mai 2017, l'AJ Auxerre obtient son maintien lors de la 38e et dernière journée de Ligue 2 face au Red Star. Lors de ce match, le milieu de terrain Lionel Mathis, joueur formé au club, met un terme à sa carrière après plus de 450 matchs professionnels ; il annonce intégrer le centre formation de l'AJA. Le club termine la saison 2016-2017 à la 17e place du championnat avec 5 points d'avance sur le 18e et barragiste: l'US Orléans.
Toujours avec l'objectif de renouer avec la Ligue 1, le 1er juin 2017, Francis Graille officialise l'arrivée de Francis Gillot comme nouvel entraîneur de l'AJ Auxerre avec comme espoir de voir l'expérience de ce dernier permettre l'accession au club à la division reine du football français. Par ailleurs, Cédric Daury est conservé au club et poursuit son aventure en tant que directeur sportif,. Le 2 juin 2017, Bernard David est nommé à la tête du centre de formation de l'AJ Auxerre, poste qu'il a déjà occupé entre 2000 et 2011. De 2012 à 2017, il occupait le poste de directeur du centre de formation de l'AS Saint-Étienne. Le 7 juin 2017, le club annonce la nomination du nouveau staff technique amené à accompagner Francis Gillot lors des saisons suivantes, avec Alain Bénédet comme premier adjoint, poste que ce dernier avait déjà occupé au côté de Gillot à Sochaux de 2007 à 2011 et à Bordeaux de 2011 à 2014. David Carré est responsable de l'équipe réserve et est accompagné de Lionel Mathis. Jérémie Janot, l'ancien gardien de l'AS Saint-Étienne rejoint l'équipe en tant qu'entraîneur des gardiens.

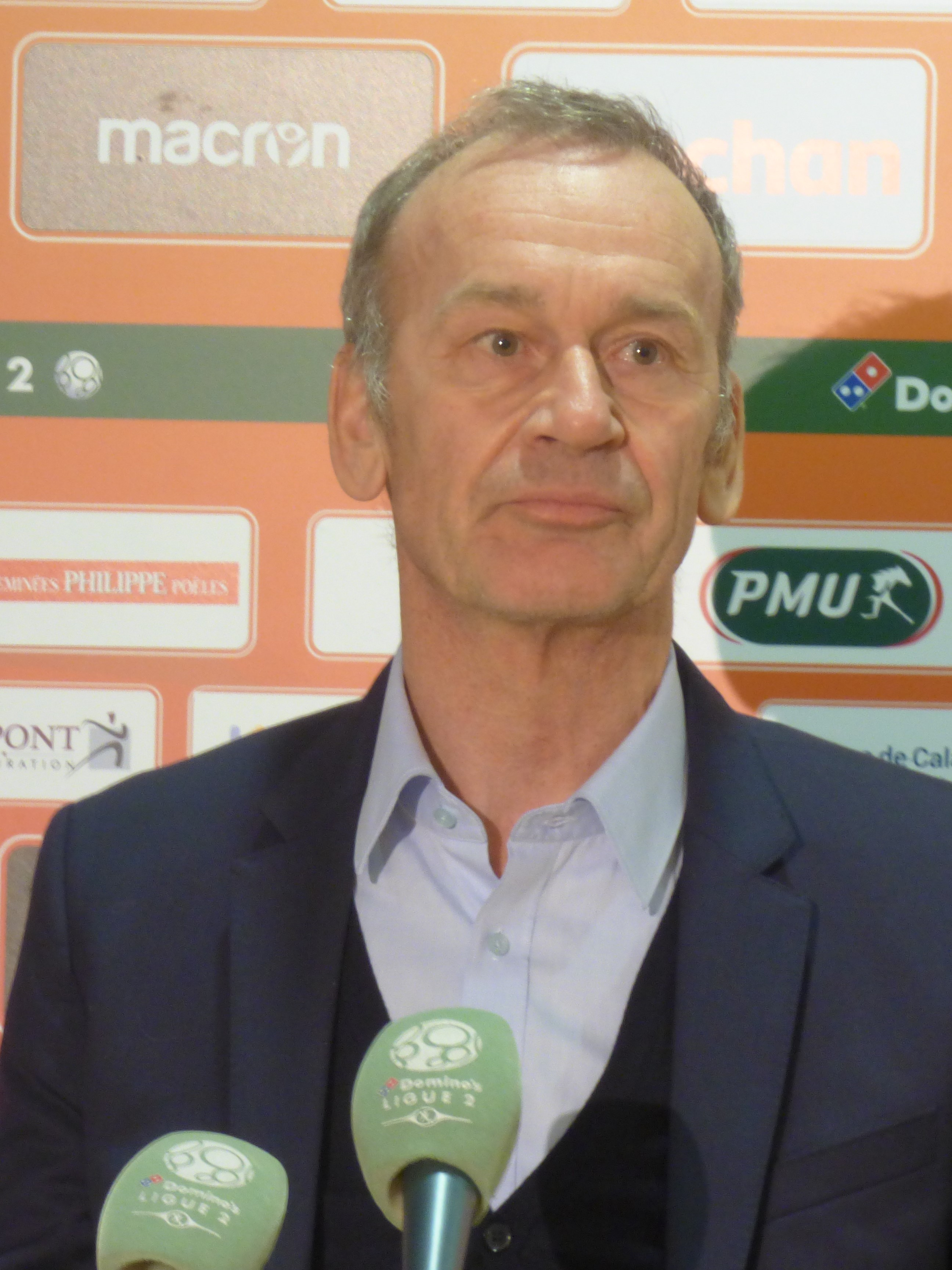
Jean-Marc Furlan, entraîneur de l'AJ Auxerre depuis 2019, offre l'accession en Ligue 1 au club auxerrois en mai 2022.

Le club connaît une désillusion lors de la 18e journée de Ligue 2 à la suite de la défaite 1-2 à domicile face à Châteauroux. En effet, le lendemain, 9 décembre 2017, Francis Gillot résilie son contrat d'un commun accord avec la direction du club. Le 21 décembre 2017, Pablo Correa est officialisé comme nouvel entraîneur de l'équipe première. Après un mois de janvier tonitruant avec notamment une victoire 5-0 contre les Chamois niortais ou une qualification 4-3 à Nantes en Coupe de France, le club s'éloigne de la zone relégation et termine la saison à la onzième place malgré sept défaites sur les onze dernières journées et une altercation entre Michaël Barreto et Pierre-Yves Polomat lors de la défaite 4-1 contre Quevilly Rouen Métropole.
La saison 2018-2019 voit l'AJ Auxerre à nouveau dans les profondeurs du classement. Le club enchaîne notamment une série de 8 matchs dans lesquels il ne prendra que 4 points entre la 5e et la 12e journée du championnat. Malgré un rebond fin décembre 2018-début janvier 2019 où l'AJ Auxerre bat successivement le Grenoble Foot 38 4-0, le Gazélec Ajaccio 4-0 et l'US Orléans 3-0, le club est pointé à la 14e place avec seulement 6 points d'avance sur le barragiste à l'issue de la 29e journée. Le 18 mars 2019, l'AJ Auxerre et Pablo Correa se séparent d'un commun accord. L'intérim de la fin de la saison est assuré par Cédric Daury qui maintient le club en Ligue 2.
Afin de lancer un nouveau projet permettant à l'AJ Auxerre de viser le haut de tableau, un entraîneur d'expérience est nommé pour la saison 2019-2020. Jean-Marc Furlan, recordman de montée en Ligue 1 et récent entraîneur du Stade brestois 29 qu'il quitte sur une montée, rejoint le club le 19 mai 2019.

### Retour progressif vers la Ligue 1 (depuis 2020)
Après une première saison chamboulée par la pandémie de Covid-19, l'AJ Auxerre réussit enfin à intégrer durablement le Top 5 du championnat de Ligue 2, grâce à une attaque emmenée par Mickaël Le Bihan. Auxerre termine à la 6e place du championnat à l'issue de la saison 2020-2021, puis termine 3e de Ligue 2 pour la saison 2021-2022. Toutefois avec 74 points, soit le plus haut total pour un 3e dans ce championnat, l'AJ Auxerre ne monte pas directement et doit passer par le système des éliminatoires. Elle affronte tout d'abord Sochaux, qui avait éliminé le Paris FC lors du premier match. Après un match tendu, les bourguignons éliminent leurs voisins franc-comtois aux tirs au but (0-0 ap, 5-4 t.a.b).
Cette victoire emmène l'AJ Auxerre dans des barrages aller-retour contre l'AS Saint-Étienne, 18e de Ligue 1 à l'issue de la saison. Après un match nul 1-1 au stade de l'Abbé-Deschamps grâce à un but en fin de match de Gaëtan Perrin, l'AJ Auxerre ouvre le score au stade Geoffroy-Guichard grâce à une réalisation de la tête d'Hamza Sakhi. Les Verts égalisent ensuite par Madhi Camara. Les deux équipes étant à égalité parfaite après la double confrontation (2-2), elles doivent se départager par les tirs au but. En alignant les mêmes tireurs que contre Sochaux et dans le même ordre, Auxerre réussit ses 5 tirs au but et remporte la séance (5-4 t.a.b). Le capitaine auxerrois, Birama Touré permet à son club de retrouver l'élite du football français dix ans après l'avoir quittée. Ce match est marqué par des incidents importants provoqués par des supporters de l'ASSE lors du coup de sifflet final. Auxerre devient la première équipe à obtenir sa montée à la suite des barrages depuis l'apparition des éliminatoires de promotion en 2017-2018 et la seconde après l'ESTAC Troyes depuis le retour des barrages en 2016-2017.

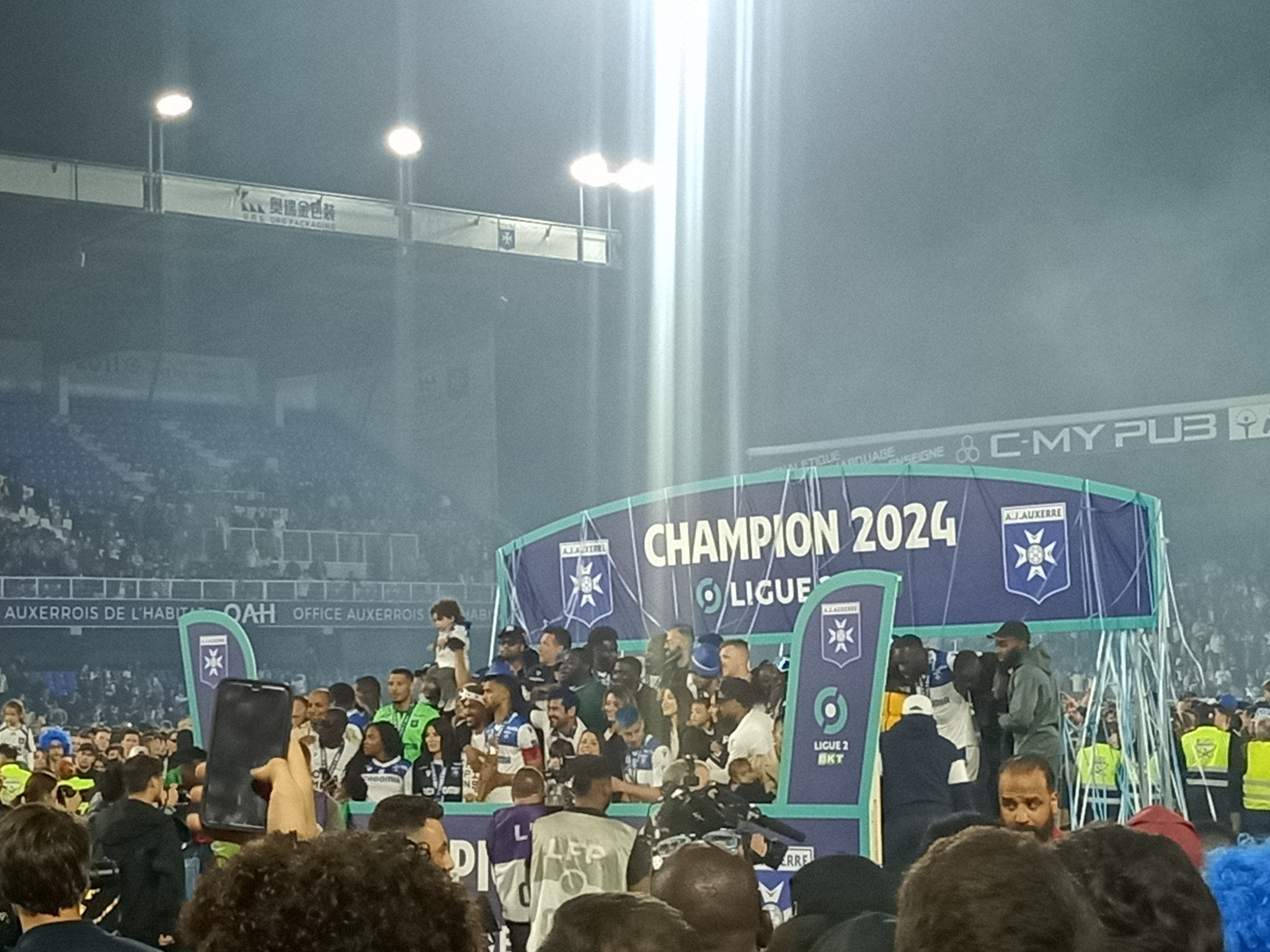
L'AJ Auxerre, champion de France de Ligue 2 en 2024.

Auxerre retrouve la Ligue 1 le 7 août 2022 contre le LOSC Lille au stade Pierre-Mauroy. Le 11 octobre 2022, après un peu plus de 3 saisons passées au club, Jean-Marc Furlan est mis à pied à titre conservatoire après avoir  adressé un doigt d'honneur aux supporters du Clermont Foot 63. Pour le remplacer, les dirigeants optent pour Christophe Pélissier, l'ancien entraîneur de Lorient qui dès son premier match repart avec un succès, lors de la 13e journée face à Ajaccio, sur le score de 1 à 0. Le 3 juin 2023, l'AJ Auxerre, qui était en concurrence avec le FC Nantes pour le maintien, s'incline contre le RC Lens (1-3) et connaît de nouveau la descente en Ligue 2, seulement 1 an après l'avoir quittée.
Après un début de saison suivante mitigé, Auxerre parvient à prendre la tête de la Ligue 2 après avoir battu Bordeaux le 15 janvier, puis la récupère à nouveau en gagnant à domicile contre Angers, lors d'un choc entre les 2 premiers, le 10 février 2024. Elle ne la perdra plus, si bien qu'à l'issue de l'avant-dernière journée, grâce au match nul contre Amiens, Auxerre est officiellement champion de Ligue 2 et retrouve la Ligue 1, un an seulement après l'avoir quittée. Christophe Pélissier devient alors le second entraîneur, après Guy Roux, à apporter un trophée professionnel au club.
Pour son retour en Ligue 1, Auxerre réalise une première partie de saison très convaincante, avec notamment une victoire au Vélodrome. À domicile, elle enchaine 9 matchs sans défaites, battant Rennes 4-0, et faisant match nul contre le PSG ou le LOSC. Comme au match aller, l'AJA s'impose aussi au retour face à l'Olympique de Marseille sur le score de 3-0 et se retrouve 10ème après 23 journées. Le maintien est validé après une magnifique victoire 4-0 à Lens.

## Identité du club

### Couleurs
De 1906 à 1909, l'AJA évolue dans un ensemble noir (selon la légende, en signe de deuil après la séparation de l'Église et de l'État). Puis le club opte pour les couleurs bleu et blanc de la Vierge Marie (là aussi selon la légende),. Jusqu'à l'accession du club en division 1 en 1980, le maillot est à dominante bleue. À cause de la faiblesse de l'éclairage, il est difficile de bien voir les maillots bleus en nocturne. L'AJA opte alors pour un maillot à dominante blanche.
Le second maillot de l'AJA est parfois de couleur rouge (lors de la saison 1976-1977 par exemple). Depuis les années 1990-2000, l'AJA met en vente un troisième maillot; celui-ci est parfois composé de couleurs loufoques et folkloriques comme le maillot 2007-2008 de couleur chocolat et rose.
Lors de la saison 2021-2022, contrairement aux saisons précédentes, l'AJA ne produit pas de troisième maillot. Le maillot domicile est blanc, les couleurs traditionnelles du club et le maillot extérieur est noir contrairement aux saisons précédentes où il était bleu.
Suite à son maintien en Ligue 1 et pour débuter sa saison 2025-2026, le club ajaïste (adjectif utilisé pour désigner ce qui se rapporte à l’AJ Auxerre : club, joueurs, supporters, etc.),, présente un maillot domicile blanc uni, orné de petites et discrètes croix de Malte disposées en filigrane. Les mentions des années 1905 et 2025 apparaissent également en bas à droite de la tenue, en hommage au 120e anniversaire du club. 

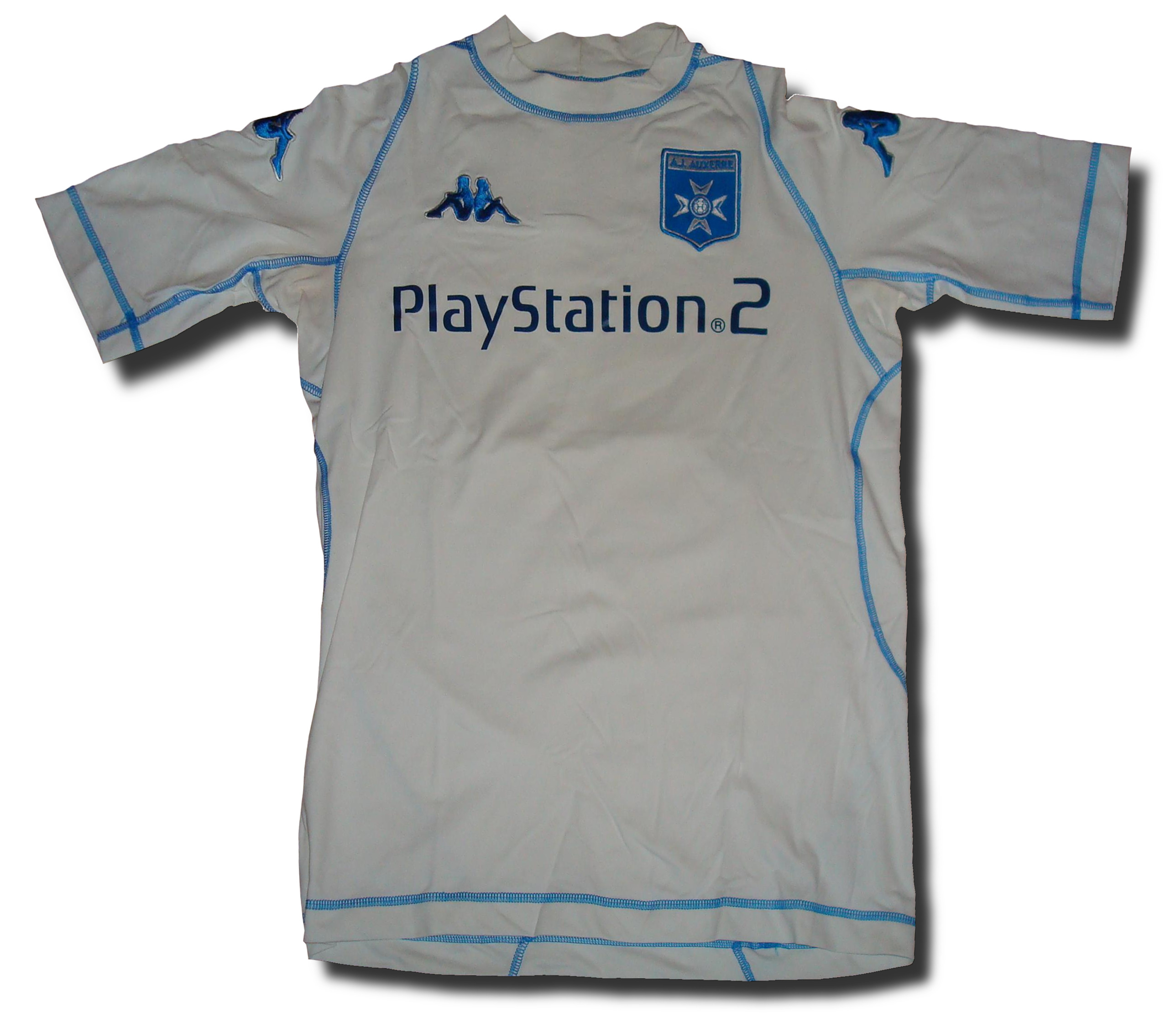
Saison 2003-2004, domicile.
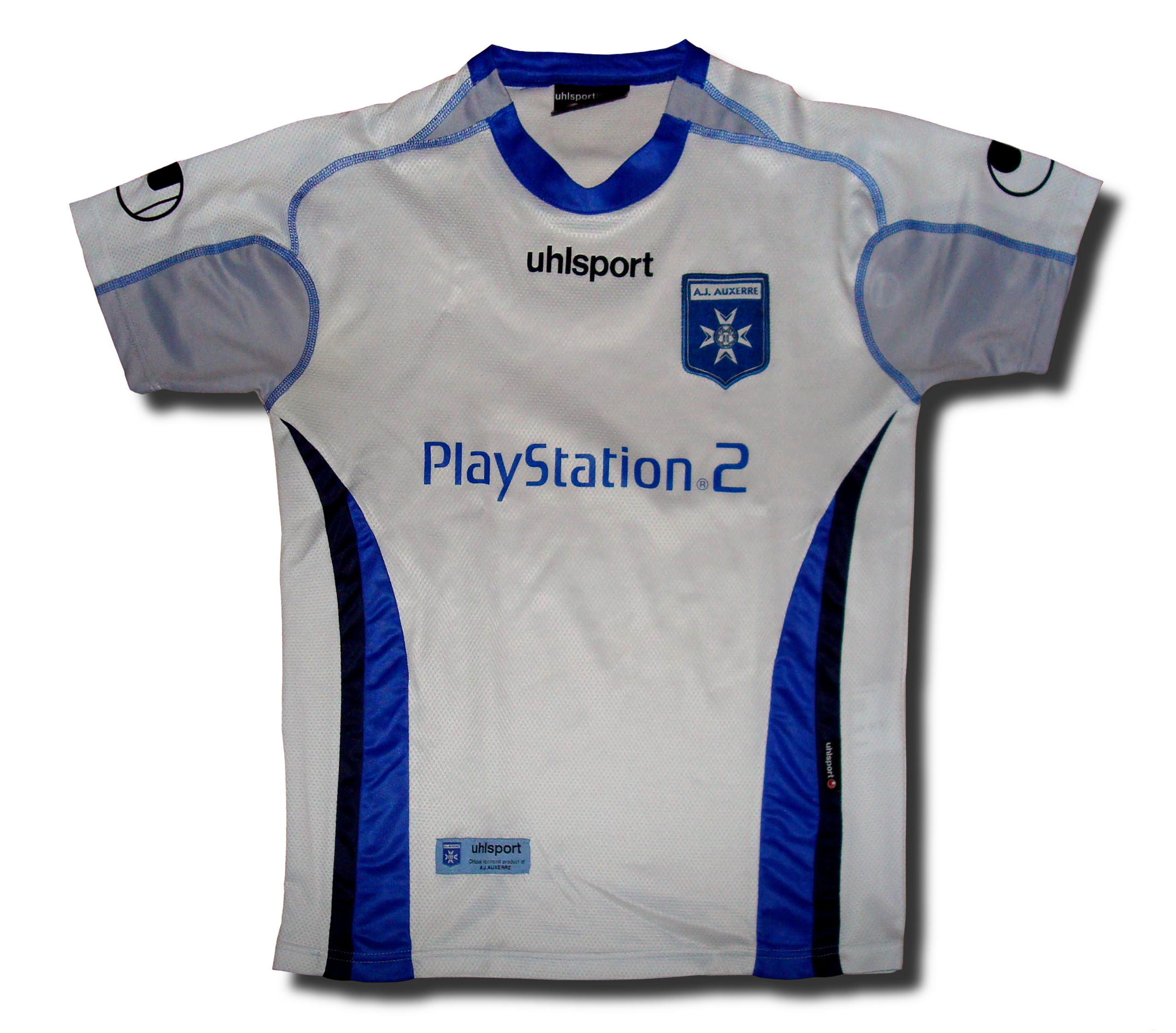
Saison 2004-2005, domicile.
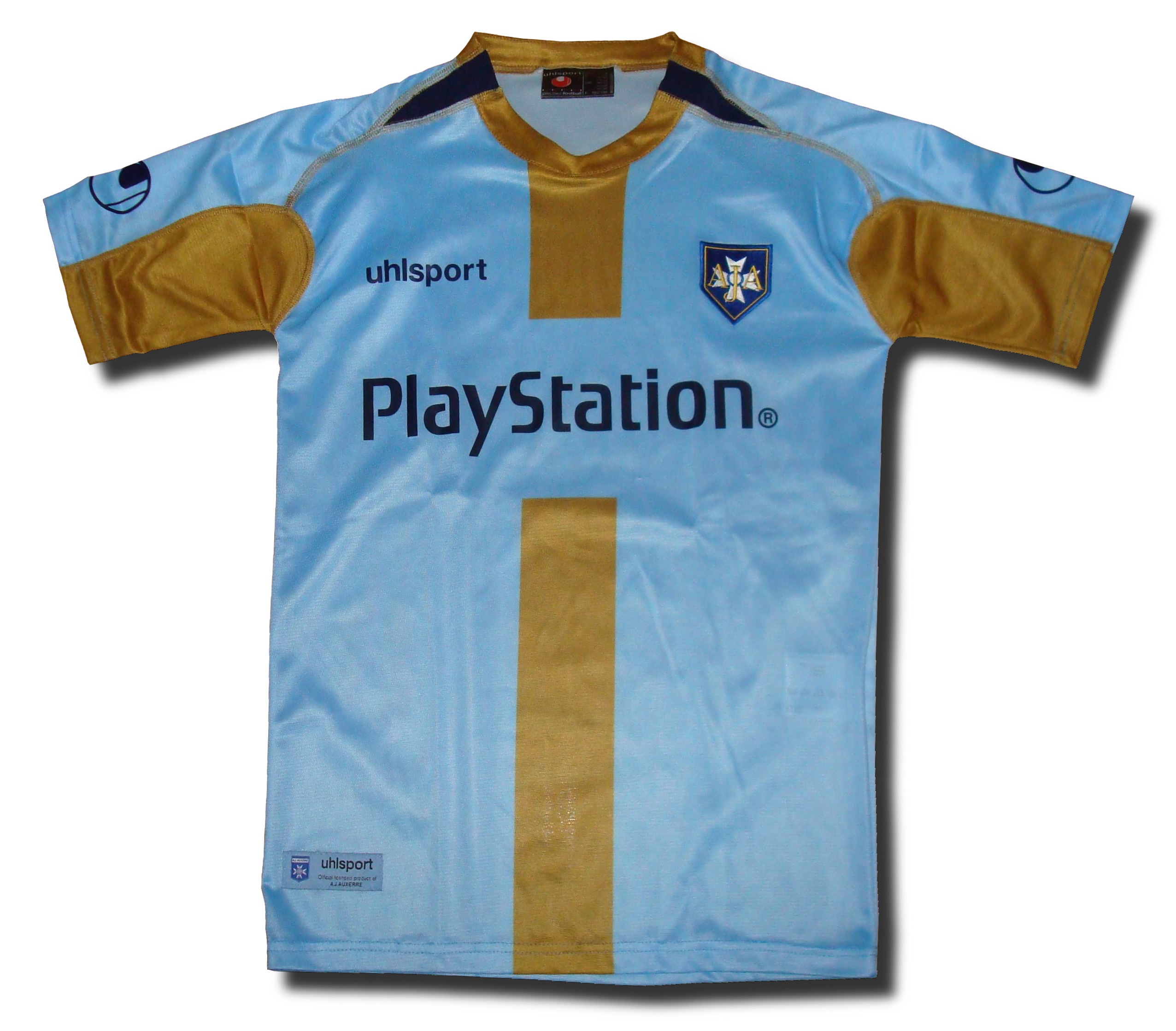
Maillot du centenaire en 2005.
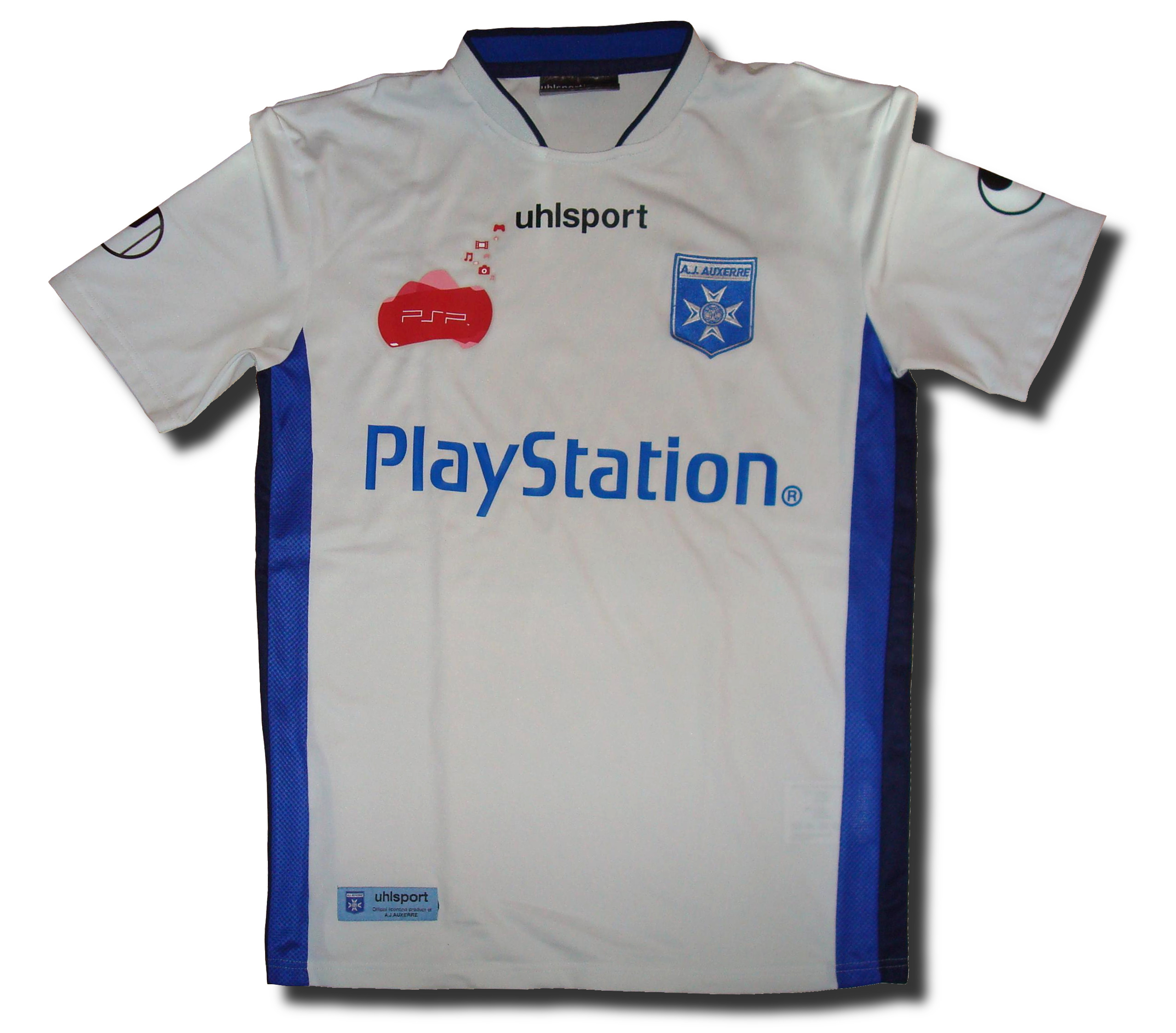
Saison 2005-2006, domicile.
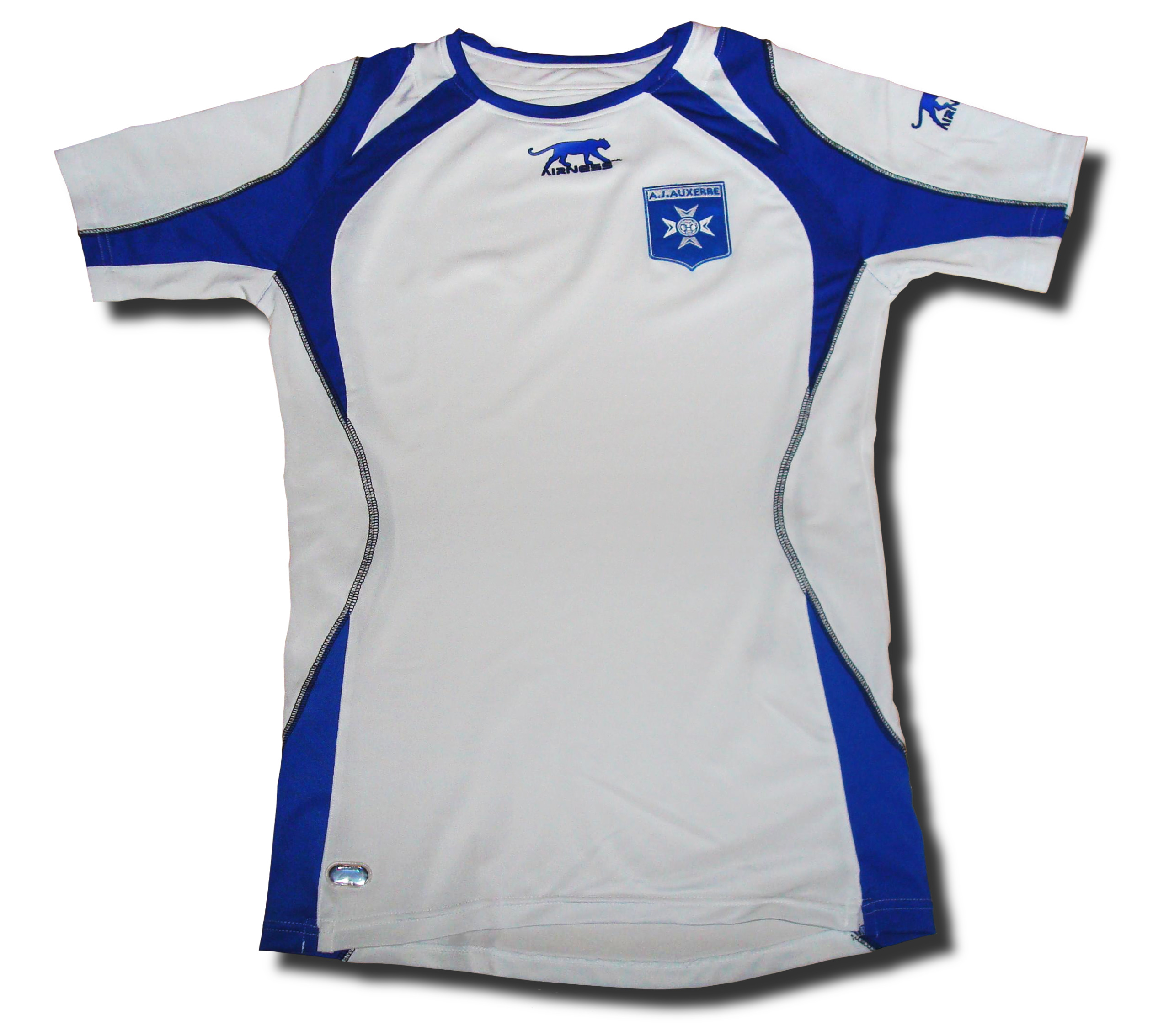
Saison 2007-2008, domicile sans sponsor.
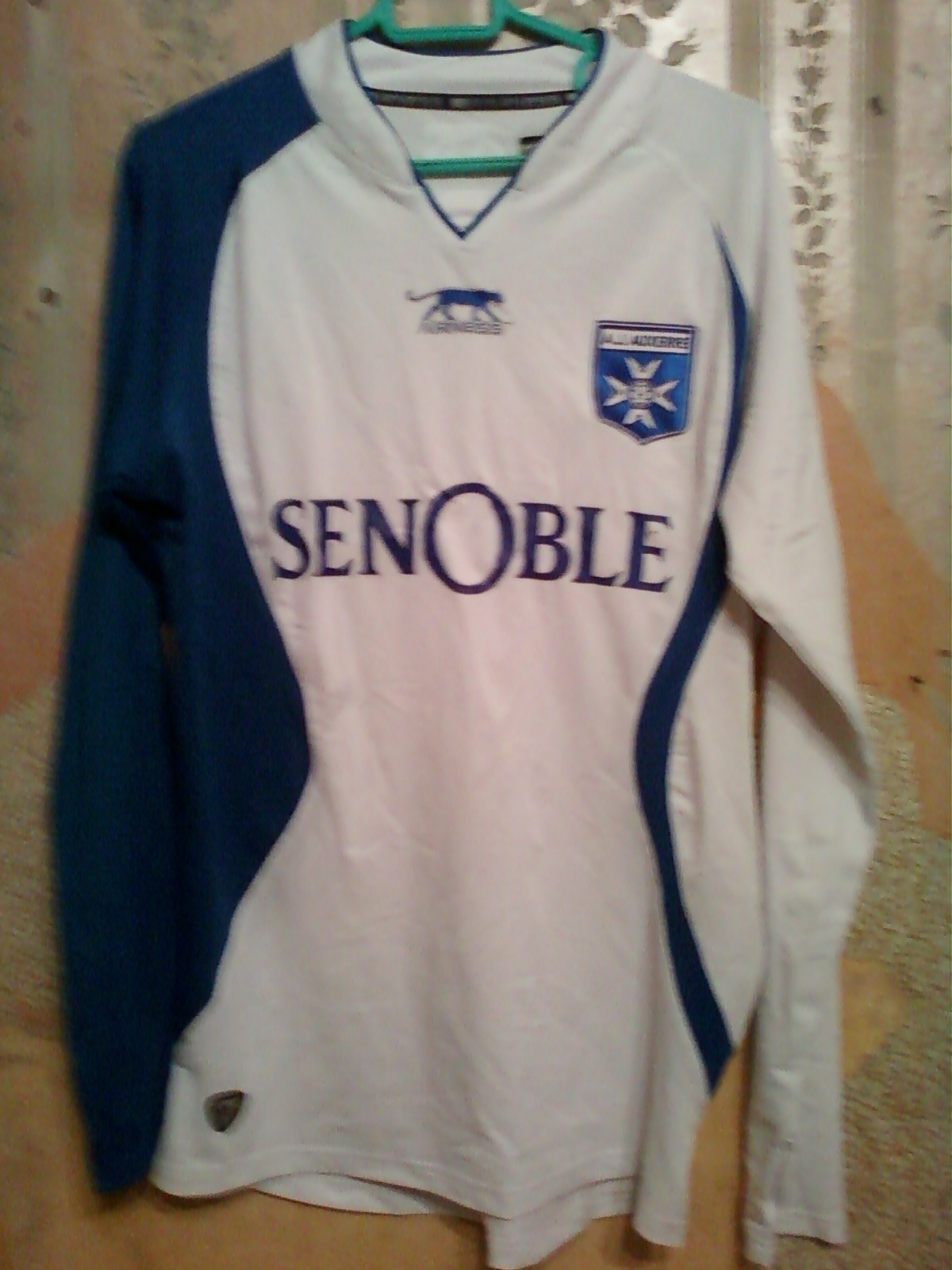
Saison 2008-2009, domicile.

### Logos
Le logo du club bourguignon est frappé d'une croix de Malte d'argent, symbole des mouvements de la jeunesse catholique.

Avant 1992.
1992-1997.
Depuis 1997.

Depuis 1987, le logo est constitué d'un blason azur frappé d'une croix de Malte d'argent avec en chef, inscrit en azur sur fond d'argent le nom du club, en police de caractères Boulder.

### Sponsors et équipementiers
| Saisons   | Équipementiers |
| 1977-1981 | Puma           |
| 1981-1982 | Uhlsport       |
| 1982-1985 | Duarig         |
| 1985-1986 | Kappa          |
| 1986-1996 | Uhlsport       |
| 1996-2001 | Adidas         |
| 2001-2004 | Kappa          |
| 2004-2007 | Uhlsport       |
| 2007-2017 | Airness        |
| 2017      | Macron         |

En 1974-1975, soit pour sa première saison en D2, l'AJA a un sponsor maillot qui est Gebat, une entreprise de construction dans le bâtiment. De 1975 à 1978 le sponsor est l'entreprise Fruehauf, qui possède une usine de construction de semi-remorques basée à Auxerre. Ensuite durant cinq saisons jusqu'en 1983, le sponsor maillot est l'entreprise de Gérard Bourgoin La chaillotine. Il s'agit de l'un des plus grands groupes volaillers français. Lors des saisons 1981-1982, et 1982-1983, la marque Achichien (nourriture pour animaux) fut également le sponsor maillot. De 1983 à 1986, le Crédit agricole apparaît sur le maillot du club.
De 1986 à 1996, l'entreprise « La chaillotine » fait son retour comme sponsor maillot. Lors des saisons 1990-1991 à 1992-1993, le sponsor maillot est « Duc de Bourgogne » puis de 1993-1994 à 1995-1996 c'est « Duc ». Dans le même temps, l'AJA a des sponsors différents pour ses campagnes européennes. En 1989-1990 il s'agit ainsi du « Groupe Bourgoin ». En 1991-1992 et 1992-1993, c'est Commodore, un fabricant d'ordinateurs. En 1995-1996 c'est Liptonic, qui en championnat figure sur la manche droite du maillot. Ensuite, Fimagest est sponsor maillot de 1996 à 1999. Il s'agit d'une société de gestion créée par le Mâconnais Alain Wicker en 1986. En 1996-1997, lors de la Ligue des champions, le sponsor maillot est TF1, le diffuseur de la compétition et également l'employeur de Guy Roux en tant que consultant. En 1997-1998, Fruit d'or est le sponsor maillot pour la Coupe UEFA. En championnat il apparaît sur la manche gauche du maillot.
Le sponsor maillot est ensuite l'entreprise PlayStation de 1999 à 2007. Entre 2001-2002 et 2004-2005, c'est la dénomination PlayStation 2 qui apparaît sur le maillot puis, de 2005-2006 à 2006-2007 de nouveau PlayStation. Le logo de la PSP est apposé sur la droite du maillot en 2005-2006. On trouve à sa place Mont Blanc en 1999-2000 et Luc Saint Alban en 2001-2002. Le principal sponsor maillot de la saison 2007-2008 est Prest Oil alors qu'Airness, qui est alors l'équipementier du club, est également le sponsor maillot avant Prest Oil. À droite du maillot, on trouve alors la marque Invicta. À partir de la saison 2008-2009, Nasuba Express est le sponsor principal du club. Cette marque appartient au groupe Béninois LC2 qui est une entreprise de télédiffusion et de télécommunication des services financiers. Invicta apparaît sur le haut du maillot à droite tandis que le Conseil Général de l'Yonne figure sur la manche gauche du maillot. Pour la saison 2009-2010, l'AJ Auxerre commence la saison avec pour sponsor maillot l'opticien Afflelou. À partir de la sixième journée et un déplacement à Saint-Étienne, ce sponsor est remplacé par l'entreprise Senoble. En Coupe de la Ligue, lors du seizième de finale face à Sedan, l'équipe auxerroise évolue avec l'entreprise Nasuba comme sponsor maillot. En 2011, l'AJA s'associe à l'entreprise Maisons Pierre.
Depuis le début de la saison 2014-2015, Remorques Louault est le sponsor maillot du club. Il prend ainsi la place de Maisons Pierre.
Macron devient le nouvel équipementier de l'AJ Auxerre pour la saison 2017-2018 de Ligue 2,. Macron équipera l’ensemble des joueurs professionnels, du centre de formation et du staff technique de l’AJ Auxerre lors des entraînements et matchs. La marque apparaîtra également sur les supports de communication du club, sur les dispositifs d’affichage du stade et profitera de prestations d’hospitalité lors des matchs. Enfin, Macron aura l’opportunité d’organiser des évènements et opérations de communication en présence des joueurs du club.

### Style de jeu
Dans les années 1980 et 1990, l'AJA est célèbre pour sa tactique : le 4-3-3. Auxerre met en place ce système dès sa montée en Division 1 en 1980. Mais durant les cinq premières saisons, le 4-3-3 à l'auxerroise ne s'appuie pas sur de vrais ailiers : Remy, Lanthier, à gauche et Danio, Geraldes à droite sont en réalité des milieux offensifs excentrés. En 1983-1984, l'AJA effectue sa première grande saison en Division 1 (troisième du championnat). La défense est composée de quatre éléments pratiquant tous le marquage individuel avec un libéro (Janas) légèrement décroché et trois joueurs au marquage (Charles, Boli, Lokoli). Le milieu est composé de deux récupérateurs purs, Perdrieau et Barret (défenseur de formation) dont le remplaçant est Cuperly. Offensivement, l'AJA s'appuie sur Garande et Lanthier comme ailier, Ferreri comme meneur de jeu, et Szarmach comme avant-centre.
En 1993, l'AJA s'appuie toujours sur le même schéma défensif : Martini dans les buts, Verlaat en libéro, Bonalair, Prunier et Mahé au marquage. Désormais l'AJA ne compte qu'un seul récupérateur : Guerreiro, Dutuel étant milieu relayeur et Martins meneur de jeu. L'animation offensive repose sur deux véritables ailiers : Cocard et Vahirua. Baticle est l'avant-centre à la fois remiseur et buteur.
Trois ans plus tard lors de la saison 1995-1996, l'AJA remporte le doublé Coupe-Championnat. Si la tactique est la même, seulement deux joueurs de la saison 1992-1993 sont encore présents (Martins et Cocard). Au cours de cette saison l'AJA compose avec de nombreux blessés. Cool est le suppléant de Charbonnier dans les buts. Laurent Blanc absent pendant cinq mois est remplacé par Taribo West. En attaque Stéphane Guivarc'h commence la saison, mais après sa blessure Laslandes est le titulaire.
En 2000, après le départ de Guy Roux, Daniel Rolland abandonne le 4-3-3 pour mettre en place un 4-5-1. L'AJA abandonne également le marquage individuel pour le marquage en zone. Guy Roux redevient entraîneur la saison suivante et conserve le 4-5-1. L'équipe s'appuie alors sur Cool dans les buts, sur la charnière centrale, Mexès-Boumsong, et sur deux latéraux, Jaurès à gauche et Radet à droite. Le milieu de terrain est composé de deux milieux centraux (récupérateur et relayeur) de deux milieux offensifs excentrés et d'un meneur de jeu pouvant se muer en deuxième attaquant. En attaque il y a Djibril Cissé. L'AJA termine troisième du championnat en 2002, et remporte la Coupe de France en 2003. Cissé est deux fois meilleur buteur du championnat avec 22 buts en 2002 et 26 buts en 2004.
Lors de la saison 2009-2010, emmené par Jean Fernandez, l'AJ Auxerre finit à la troisième position et retrouve la Ligue des Champions. Fort d'un groupe qui se connait depuis plusieurs saisons et d'un 4-4-2 bien rodé, l'AJ Auxerre déjoue les pronostics grâce à un but de Cédric Hengbart dans le temps additionnel de la dernière journée à Sochaux.
Au début de la saison 2020-2021, Jean-Marc Furlan met en place le 4-1-4-1 afin de pouvoir aligner conjointement Hamza Sakhi et Mathias Autret dans l'axe. Il conserve ce système pendant les saisons 2020-2021 et 2021-2022 qui se terminent par l'accession de l'AJ Auxerre à la première division.

## Résultats sportifs

### Palmarès

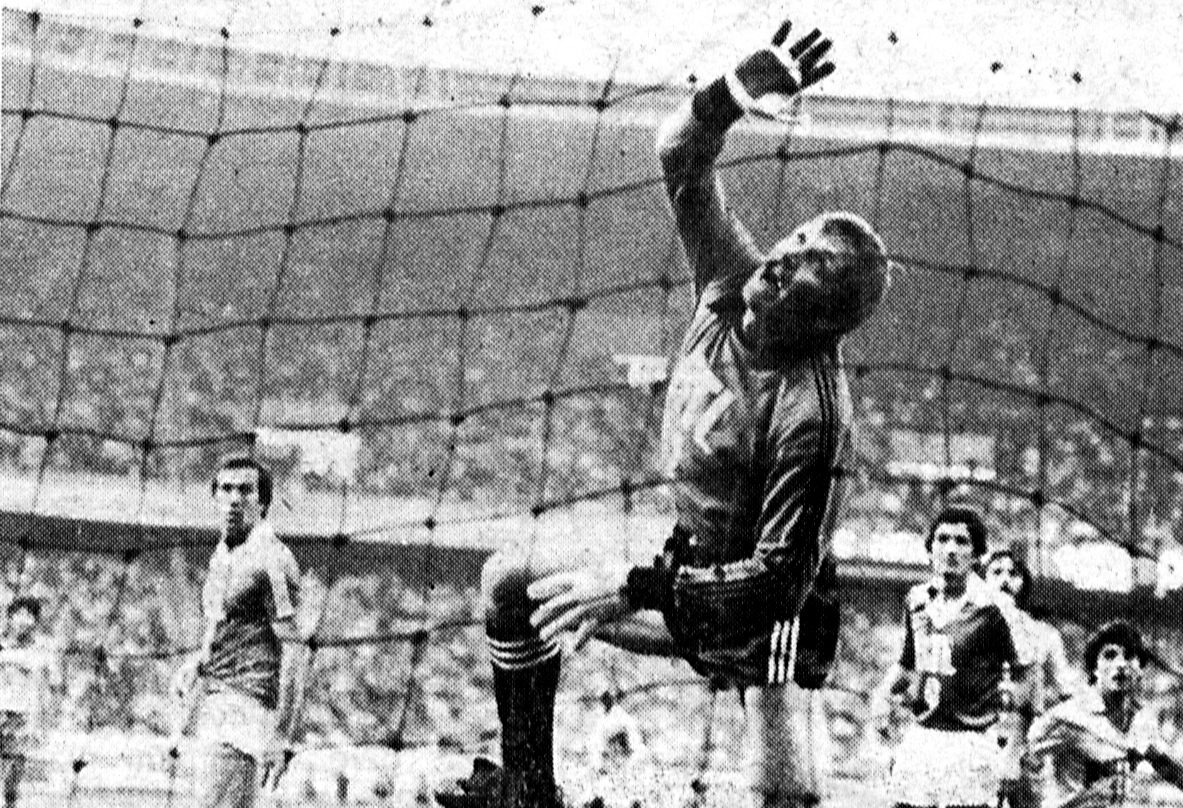
Le gardien Marian Szeja lors de la finale de la coupe de France en 1979, au Parc des Princes.

Le tableau suivant liste le palmarès de l'Association de la jeunesse auxerroise actualisé à l'issue de la saison 2019-2020 dans les différentes compétitions nationales, internationales et régionales.
| Compétitions internationales | Compétitions nationales |
| --- | --- |
| - Ligue des champions - Meilleure performance : 1/4 de finaliste en 1997. - Coupe des coupes - Meilleure performance : 1/4 de finaliste en 1995. - Coupe de l'UEFA - Meilleure performance : 1/2 finaliste en 1993. - Coupe Intertoto (1) - Vainqueur : 1997 - Finaliste : 2000                                                                                                   | - Championnat de France (1) - Champion : 1996 - Coupe de France (4) - Vainqueur : 1994, 1996, 2003, 2005. - Finaliste : 1979, 2015. - Championnat de France D2 (Division 2 / Ligue 2) (2) - Champion : 1980, 2024. - Coupe de la Ligue - Demi-finaliste : 1998, 2004, 2008, 2011. |
| Compétitions nationales disparues | Compétitions régionales disparues |
| - Championnat de France de football des patronages - Vice-champion : 1909 | * Championnat de Bourgogne FGSPF (9) - - Champion : 1906, 1907, 1908, 1909, 1910, 1911, 1912, 1913, 1914. [réf. nécessaire] |
| Compétitions de jeunes | Tournois saisonniers |
| - Coupe Gambardella (7) - Vainqueur : 1982, 1985, 1986, 1993, 1999, 2000, 2014. - Finaliste : 1991, 2007. - Championnat de France moins de 15 ans (2) : - Vainqueur : 1991, 1996 - Championnat de France 16 ans (1) : - Vainqueur : 2003 - Championnat de France moins de 17 ans (1) : - Vainqueur : 1994 - Finaliste : 1991 - Championnat de France U19 (1) : - Vainqueur : 2012 | - Coupe des Alpes (2) - Vainqueur : 1985, 1987 - Finaliste : 1983 - Tournoi d'Auxerre (2) - Vainqueur : 1982, 1986 - Finaliste : 1988 |
| Équipe réserve | Équipe féminine |
| - Division 3 (5) : - Champion : 1984, 1986, 1988, 1990, 1992 - Finaliste : 1985, 1991, 1993 - National 2 (3) : - Champion : 1994, 1996 - Champion des réserves professionnelles : 1999 - National 3 (2) : - Champion : 2015 - Promotion : 2020 | - Régional 2 Bourgogne-Franche-Comté (1) - Promotion : 2019 - Régional 1 Bourgogne-Franche-Comté (1) - Champion : 2024 - Division 3 (1) - Champion : 2025 |

## Personnalités

### Propriétaires
Le tableau ci-dessous énumère les différents propriétaires qui se sont succédé à la tête de l'AJ Auxerre.
| Période                     | Nom                             |
| --------------------------- | ------------------------------- |
| avril 2013 - septembre 2016 | Paris Luxembourg Participations |
| septembre 2016 -            | James Zhou                      |

### Présidents
Les tableaux suivants listent les présidents du club et de la section football. Le Patronage Saint-Joseph, à l'origine de l'AJ Auxerre, a pour président l'abbé Ernest Deschamps de 1887-1895. Lui succèdent à ce poste M. Corbin de 1895 à 1900 puis M. Delanoue jusqu'en 1905.

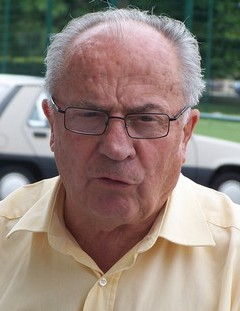
Jean-Claude Hamel.

| Période     | Nom             |
| ----------- | --------------- |
| 1905-1912   | Léon Pinon      |
| 1912-1923   | Paul Lechien    |
| 1923-1938   | Paul Garnier    |
| 1938-1945   | Maurice Ravet   |
| 1946-1957   | Jacques Soisson |
| 1958-1980   | Georges Heissat |
| Depuis 1980 | Émile Martin    |

| Période             | Nom               |
| ------------------- | ----------------- |
| 1945-1948           | Jacques Soisson   |
| 1948-1961           | Georges Heissat   |
| 1961-1963           | Jean Garnault     |
| 1963-2009           | Jean-Claude Hamel |
| 2009-2011           | Alain Dujon       |
| 2011-avril 2013     | Gérard Bourgoin   |
| avril 2013-mai 2017 | Guy Cotret        |
| mai 2017-mai 2021   | Francis Graille   |
| mai 2021-août 2022  | James Zhou        |
| août 2022-          | Baptiste Malherbe |

### Entraîneurs
Le tableau suivant liste les différents techniciens ayant exercé comme entraîneur principal de l'équipe première de l'AJ Auxerre:
| Nom                                      | Période             |
| ---------------------------------------- | ------------------- |
| Jacques Boulard                          | 1945-1946           |
| Pierre Grosjean                          | 1946-1947           |
| Jean Pastel                              | 1947-1948           |
| Jacques Boulard                          | 1948-1949           |
| Jacques Boulard et Bruneau               | 1949-1950           |
| Georges Hatz                             | 1950-1952           |
| Marc Olivier                             | 1952-1953           |
| M. Pignault                              | 1953-1955           |
| Pierre Meunier                           | 1955-1956           |
| Jacques Boulard                          | 1956-1958           |
| Joseph Holmann                           | 1958-1959           |
| Christian Di Orio                        | 1959-1961           |
| Guy Roux                                 | 1961-1962           |
| Jean-Claude Gagneux et Jacques Chevalier | 1962-1964           |
| Guy Roux                                 | 1964-2000           |
| Daniel Rolland                           | 2000-2001           |
| Guy Roux                                 | 2001                |
| Alain Fiard (intérim)                    | nov. 2001-jan. 2002 |

| Nom                       | Période                      |
| ------------------------- | ---------------------------- |
| Guy Roux                  | 2002-2005                    |
| Jacques Santini           | 2005-2006                    |
| Jean Fernandez            | 2006-2011                    |
| Laurent Fournier          | 2011-mars 2012               |
| Jean-Guy Wallemme         | mars 2012-déc. 2012          |
| Bernard Casoni            | 2 déc. 2012-17 mars 2014     |
| Jean-Luc Vannuchi         | 17 mars 2014-2016            |
| Viorel Moldovan           | 26 mai 2016-26 sept. 2016    |
| David Carré (intérim)     | 26 sept. 2016-7 oct. 2016    |
| Cédric Daury              | 7 octobre 2016-1er juin 2017 |
| Francis Gillot            | 1er juin 2017-9 déc. 2017    |
| David Carré (intérim)     | 9 déc. 2017-21 déc. 2017     |
| Pablo Correa              | 21 déc. 2017-18 mars 2019    |
| Cédric Daury (intérim)    | 18 mars 2019-17 mai 2019     |
| Jean-Marc Furlan          | 17 mai 2019-11 oct. 2022     |
| Michel Padovani (intérim) | 11 oct. 2022-25 oct. 2022    |
| Christophe Pélissier      | Depuis le 26 oct. 2022       |

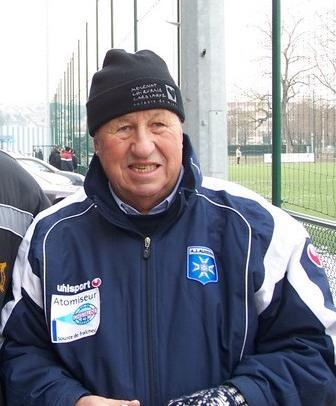
Guy Roux, entraîneur de l'AJ Auxerre pendant quarante ans, entre 1961 et 2005.
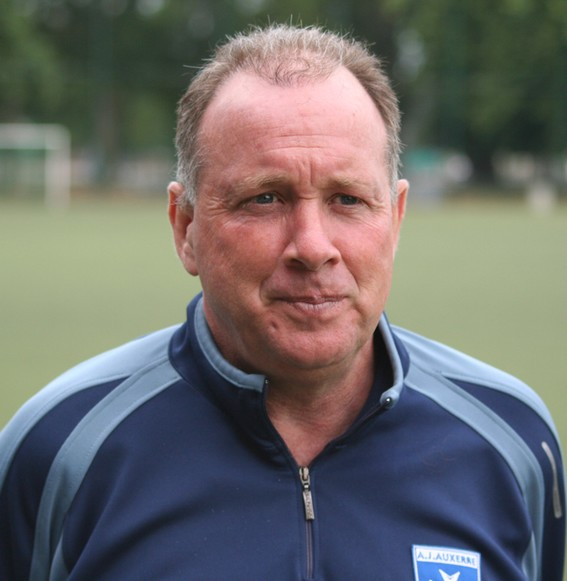
Jean Fernandez, entraîneur de l'AJ Auxerre entre 2006 et 2011.
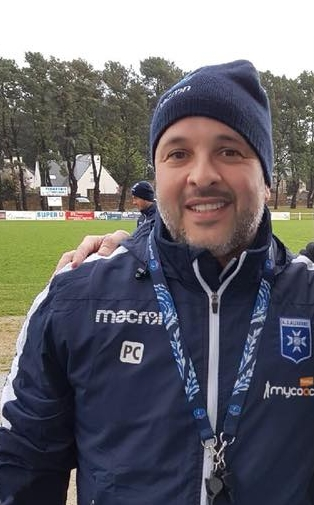
Pablo Correa, entraîneur de l'AJ Auxerre entre 2017 et 2019.

### Joueurs emblématiques
L'équipe de l'AJA a compté de nombreux joueurs internationaux. Il n'est pas possible de les citer tous ici, la liste suivante est limitée à quelques personnalités marquantes qui ont été choisies par les supporters comme l'équipe idéale des années 1977-2007.
Andrzej Szarmach est un ancien footballeur polonais présent au Mondial 1974 (cinq buts marqués), puis médaille d'argent et meilleur buteur du tournoi (neuf buts) aux Jeux olympiques de Montréal. Joufflu et moustachu, l'attaquant polonais a des allures d'irréductible gaulois et se fond donc facilement dans le moule de l'AJ Auxerre. Il gagne les faveurs de Guy Roux et du public bourguignon en inscrivant cent buts entre 1980 et 1985 toutes compétitions confondues. Bruno Martini évolue au poste de gardien de but. Quand Joël Bats part au Paris SG, il devient le gardien inamovible, disputant 322 matchs en Division 1 en dix saisons, il porte trente et une fois le maillot de l'équipe de France.

L'équipe idéale des années 1977-2007

Basile Boli intègre le centre de formation de l'AJ Auxerre avec son frère Roger. Doté d'un physique impressionnant, Basile brille rapidement et évolue en équipe première d'Auxerre de 1982 à 1990 avant de signer à l'OM avec qui il a remporté la Ligue des champions, inscrivant un but en finale resté dans la mémoire du football français. Éric Cantona a également intégré le centre de formation d'Auxerre, il devient vite un élément clé de l'équipe entraînée par Guy Roux. Il est sélectionné en équipe de France dès 1987 et quitte Auxerre en 1988, ayant toutefois inscrit 25 buts en 90 apparitions de 1983 à 1988.
L'AJA a formé de jeunes talents, il en a relancé d'autres. Enzo Scifo, après deux saisons mitigées à l'Inter Milan et aux Girondins de Bordeaux, brille à Auxerre de 1989 à 1991, inscrivant 25 buts en 67 rencontres, en étant le meneur de jeu auxerrois. Guy Roux a relancé Alain Roche (de 1990 à 1992) et surtout Laurent Blanc. Sans palmarès significatif jusque-là, il signe à Auxerre en 1995 et réalise la saison parfaite en remportant un doublé coupe/championnat. Il rejoindra dans la foulée le FC Barcelone à l'été 1996.
Corentin Martins est un milieu de terrain offensif français qui, en 1992-1996, a mené le jeu d'Auxerre, qui gagne alors deux coupes et le championnat, se qualifiant toujours pour la Coupe d'Europe, en terminant au pire sixième du championnat. Yann Lachuer a lui aussi remporté trois titres avec l'AJA (le championnat en 1996 et la Coupe de France en 2003 et 2005), animant le milieu de terrain.
Philippe Mexès, formé à Auxerre, a débuté en Ligue 1 à l'âge de dix-sept ans lors du match Auxerre-Troyes du 10 novembre 1999, il inscrit son premier but le 8 décembre face à l'AS Monaco. Il dispute la Ligue des champions lors de la saison 2002-2003, remporte la coupe de France face au Paris SG. Jean-Alain Boumsong est associé à Philippe Mexès, en défense centrale.
Djibril Cissé a suivi les traces d'Éric Cantona. Formé à Auxerre, où il est arrivé en 1996, il devient vite un élément clé de l'équipe entraînée par Guy Roux. Il est élu Meilleur espoir UNFP de la saison 2001-2002 et Meilleur buteur de Ligue 1 en 2002 et 2004 et gagne le trophée du joueur du mois UNFP en décembre 2003. Il reste à ce jour le deuxième meilleur buteur de l'histoire de l'AJ Auxerre avec 90 buts en 168 apparitions de 1998 à 2004.
| Rang | Nom                | Buts | Matchs | Carrière au club                    |
| ---- | ------------------ | ---- | ------ | ----------------------------------- |
| 1    | Andrzej Szarmach   | 100  | 109    | 1980 - 1985                         |
| 2    | Djibril Cissé      | 90   | 150    | 1998 - 2004                         |
| 3    | Stéphane Guivarc'h | 80   | 119    | 1995 - 1996 1997 - 1998 1999 - 2001 |
| 4    | Christophe Cocard  | 71   | 322    | 1987 - 1996                         |
| 5    | Pascal Vahirua     | 68   | 347    | 1984 - 1995                         |

| Rang | Nom               | Matchs | Carrière au club        |
| ---- | ----------------- | ------ | ----------------------- |
| 1    | Fabien Cool       | 467    | 1994 - 2007             |
| 2    | Bruno Martini     | 385    | 1981 - 1983 1985 - 1995 |
| 3    | Pascal Vahirua    | 347    | 1984 - 1995             |
| 4    | Dominique Cuperly | 342    | 1975 - 1977 1977 - 1985 |
| 5    | Christophe Cocard | 322    | 1987 - 1996             |

Au cours de son histoire, le club auxerrois a compté dans ses rangs plusieurs joueurs qui ont marqué de leur empreinte l'histoire du club. Le portier français Fabien Cool est le joueur le plus capé sous le maillot de l'AJA avec 467 apparitions suivi par le portier français Bruno Martini avec 385 apparitions. Au rayon des meilleurs buteurs, c'est l'attaquant polonais Andrzej Szarmach qui occupe la première place avec 100 réalisations suivi de l'attaquant international français Djibril Cissé auteur de 90 réalisations sous le maillot auxerrois.

## Effectif professionnel actuel
Le premier tableau liste l'effectif professionnel de l'AJA pour la saison 2025-2026. Le second recense les prêts effectués par le club lors de cette même saison. Le troisième et dernier, liste les joueurs professionnels faisant parti de l'effectif de l'équipe réserve.

## Structures

### Stades

Plan du stade de l'Abbé-Deschamps.

À ses débuts, les jeunes du patronage Saint-Joseph jouent sur le plateau du terrain de manœuvres de la ville. Puis le 5 novembre 1905, pour la première rencontre « officielle » contre les Rupins de Bourgogne de Migennes, l'AJA joue sur un terrain de la route de Vaux. L'abbé Deschamps obtient cette même année la location du terrain des « Ocreries » près du pont de la tournelle. En 1912, l'abbé Deschamps doit abandonner le terrain et achète alors une dizaine de parcelles situées dans la plaine de Preuilly, le long de l'Yonne. C'est le 13 octobre 1918 qu'est inauguré le Stade de l'Abbé-Deschamps sur l'un de ces terrains. En 1930, l'AJA érige une tribune de 150 places grâce à une subvention du Conseil général de l'Yonne. Cette tribune recevra la bénédiction de l'évêque d'Auxerre, Mgr Chesnelong. En 1949, après la mort de l'abbé Deschamps, l'enceinte est rebaptisée au nom du président-fondateur et devient donc le Stade de l'Abbé-Deschamps. Dans les années 1950, le terrain est ceinturé par une piste d'athlétisme. Guy Roux la fait supprimer pour que le terrain puisse être agrandi et être aux normes. La section athlétisme de l'AJ Auxerre n'ayant plus de piste, elle fusionne avec le Stade auxerrois. Les tribunes restent modestes jusqu'au début des années 1980. Le club engage des travaux pour ériger des tribunes derrière les buts. Nouveau lifting en 1984 avec la réfection de la grande tribune latérale. En 1994, les tribunes Vaux et Leclerc (derrière les buts) sont remplacées par des constructions modernes.
Les matchs se déroulent au Stade de l'Abbé-Deschamps, situé dans le bas d'Auxerre, le long de l'Yonne, près du parc de l'Arbre Sec et du parking de la Noue. Le stade comporte 18 542 places assises. La musique qui accompagne l'entrée des joueurs sur la pelouse est The Final Countdown du groupe Europe. Lors des buts inscrits, le remix d'Avicii du titre Kernkraft 400 du groupe Zombie Nation est joué.

### Centre de formation

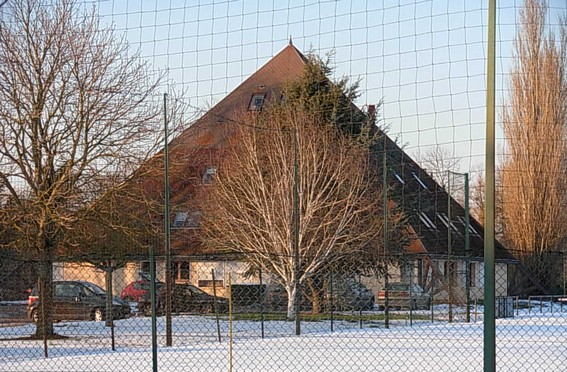
L'ancien centre de formation de l'AJ Auxerre.

L'AJ Auxerre se distingue pour être une référence européenne en matière de formation dont le club est avec le FC Nantes, l'un des pionniers en matière de formation des jeunes footballeurs.
En 1979, l’AJA atteint la finale de la Coupe de France. Cette épopée rapporte un million deux cent mille francs de bénéfice au club bourguignon. Forte de cet rentrée d'argent, l’AJA hésite entre le recrutement d’Olivier Rouyer et le rachat de la ferme Râteau, lieu où sera érigé le centre de formation. Jean-Claude Hamel et Guy Roux optent pour la construction du centre de formation. Ce centre disposera d’un centre d’hébergement et de deux terrains gazonnés. Le centre d’hébergement, de par sa forme pyramidale, est appelé la « pagode ». La pagode fut dessinée par l’architecte Bosquet.
La première pierre fut posée le 7 décembre 1981. Le centre fut officiellement inauguré le 27 septembre 1982. Il fonctionnait déjà depuis un mois. Pour cette inauguration, Fernand Sastre (président de la FFF), Georges Boulogne (directeur technique national), Jean Garnault (trésorier de la FFF), Marc Bourrier (adjoint de Michel Hidalgo, le sélectionneur national) ainsi que Jean-Pierre Soisson (maire d'Auxerre) étaient présents.
Pour diriger le centre de formation, l’AJA fit appel à Daniel Rolland. La première promotion de l’AJA comportait notamment dans ses rangs Éric Cantona, Basile Boli, Roger Boli, Pascal Vahirua, Frédéric Darras, Stéphane Mazzolini, Raphaël Guerreiro, Patrice Garande, Jean-Marc Ferreri.
La politique de formation de l’AJA porta rapidement ses fruits. En effet l'AJA remporta le titre de champion de France cadet en 1983. Ce succès fut suivi de nombreuses victoires en Coupe Gambardella ou dans les différentes compétitions de jeunes.
En 1990, le centre s’agrandit avec la création d'un centre d’hébergement pour les 15-16 ans. En 1992, l'AJA se dote d’une salle de football couverte. Le 8 septembre 2014, l'AJA inaugure son nouveau centre de formation. Il s'agit en fait de l'extension et de la modernisation des premières structures datant de 1982. Le coût des travaux est de 10 millions d'euros.

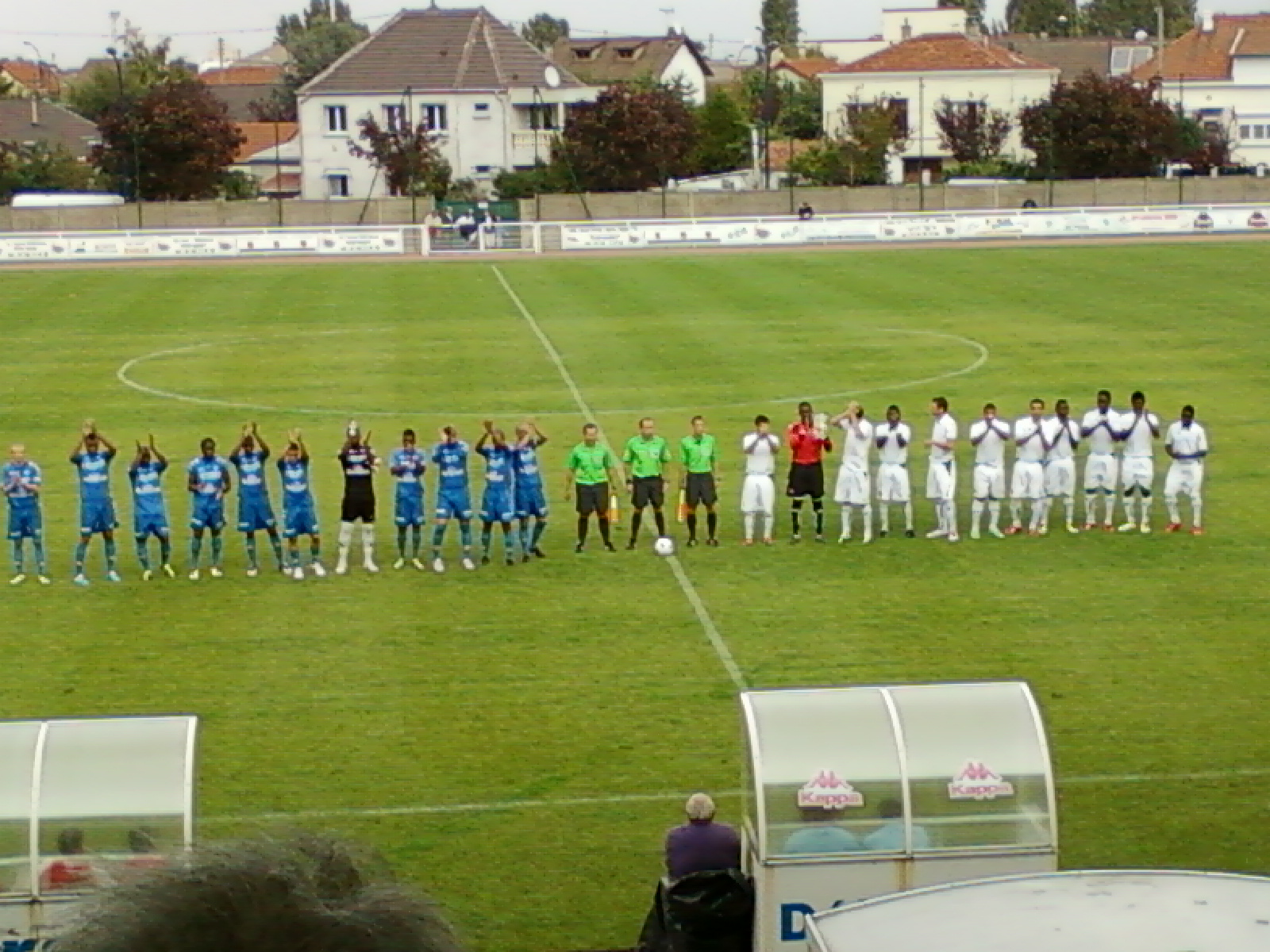
L'équipe réserve (en blanc) lors du match JA Drancy - AJ Auxerre du 4 septembre 2011

L'AJ Auxerre a fourni de nombreux internationaux à l'Équipe de France mais aussi à d'autres sélections. L'AJ Auxerre sert donc de modèle pour d'autres clubs. Ainsi, depuis 2005, le club a signé un accord avec le club bulgare, le PFC Litex Lovetch qui a ouvert un centre de formation avec 150 élèves, suivant les conseils de Daniel Rolland et Bernard Turpin, formateurs à l'AJ Auxerre. Ces liens ont favorisé le transfert du joueur macédonien, Robert Popov qui évoluait au Litex Lovetch. L'AJ Auxerre a également contribué à la création d'un centre de formation en République du Congo afin d'aider au développement du football dans ce pays. Le Congo a ainsi organisé et remporté la Coupe d'Afrique des nations junior 2007 se qualifiant ainsi pour la Coupe du monde de football des moins de 20 ans 2007. L'AJA a ensuite recruté quatre jeunes congolais issus de ce centre de formation. L'AJ Auxerre possède aussi des partenariats avec des clubs franciliens pour y dénicher les futurs talents : Brétigny-sur-Orge dans l'Essonne et de Le Perreux-sur-Marne dans le Val-de-Marne. Le 17 octobre 2009, l'AJA signe un partenariat avec la franchise américaine Rush Soccer. Ce rapprochement a été favorisé par Jérôme de Bontin, icaunais d'origine et membre du conseil d'administration du club américain. Le 18 octobre 2009, l'AJA signe un partenariat avec le club réunionnais, l'AS Excelsior. L'idée d'un accord est venue d'une proposition d'Éric Assati, ancien joueur de l'AJ Auxerre et responsable de la formation de l'AS Excelsior.
En 2012, à la suite de la descente de l'AJA en Ligue 2, des restrictions budgétaires ont amené le club à dissoudre la seconde réserve du club qui évoluait en CFA 2.
Lors de la saison 2012-2013, la réserve auxerroise est reléguée en CFA 2 après 36 ans de présence en CFA.
En 2014, le centre de formation a été rénové pour un montant total de 10 millions d'euros. Un nouveau bâtiment accueillant les jeunes footballeurs a vu le jour ainsi qu'un nouveau terrain synthétique juxtaposé. Cet investissement permet à l'AJ Auxerre d'améliorer ses conditions d'accueil, de scolarité et d'entraînement envers les jeunes qui fréquentent le centre de formation.

## Aspects juridiques et économiques

### Statut
L'AJ Auxerre opte pour la forme juridique de la SASP (société anonyme sportive professionnelle) à la suite de la vente du club à l'investisseur chinois ORG Packaging,. Il était auparavant, au milieu des années 2000, le seul club de l'élite à avoir opté pour la forme juridique de la SAOS (société anonyme à objet sportif). Son siège est situé au stade de l'Abbé-Deschamps à Auxerre.

### Budget prévisionnel
Le budget du club a suivi l'inflation connue par le football européen au cours des années 2000, puisqu'il a été pratiquement multiplié par quatre entre 1995 et 2010, comme illustré par le tableau suivant. Cependant il reste relativement modeste pour un club de l'élite. Lors de la saison 2010-2011, le budget du club, prévu à 40 millions d'euros à la suite de la 3e place obtenue en championnat l'année précédente, se monte finalement à plus de 50 millions à la suite de la qualification du club pour la Ligue des champions.
| Saison    | Montant | Saison    | Montant | Saison    | Montant |
| 1995-1996 | 65 MF   | 2004-2005 | 25 M€,  | 2013-2014 | 17 M€   |
| 1996-1997 | 75 MF   | 2005-2006 | 27 M€   | 2014-2015 | 14 M€   |
| 1997-1998 | 75 MF   | 2006-2007 | 31,4 M€ | 2015-2016 | 12,5 M€ |
| 1998-1999 | 80 MF   | 2007-2008 | 25 M€   | 2016-2017 | 12 M€   |
| 1999-2000 | 85 MF   | 2008-2009 | 25 M€   | 2017-2018 | 20 M€   |
| 2000-2001 | 130 MF  | 2009-2010 | 35 M€   | 2018-2019 | 21 M€   |
| 2001-2002 | 100 MF  | 2010-2011 | 40 M€   | 2019-2020 | 21 M€   |
| 2002-2003 | 22,9 M€ | 2011-2012 | 40 M€   | 2023-2024 | 22 M€   |
| 2003-2004 | 24 M€   | 2012-2013 | 20 M€   | 2024-2025 | 33 M€   |

### Transferts les plus coûteux
Le tableau ci-dessous synthétise les plus grosses ventes de joueurs dans l'histoire du club bourguignon.
Les indemnités exposées ci-dessous correspondent aux chiffres sortis dans la presse et ne sont donc qu'indicatives. Ils ne comprennent pas certains bonus ou pourcentage à la revente qui peuvent être appliqués par la suite.
| Cessions |                   |           |                        |                  |         |
| Rang     | Joueurs           | Indemnité | Destination            | Date             | Source  |
| 1er      | Djibril Cissé     | 21 M€     | Liverpool FC           | 1er juillet 2004 | [ 179 ] |
| 2e       | Younès Kaboul     | 12 M€     | Tottenham Hotspur FC   | 5 juillet 2007   | [ 180 ] |
| 3e       | Jean Marcelin     | 10 M€     | AS Monaco              | 30 janvier 2020  | [ 181 ] |
| 4e       | Bacary Sagna      | 9 M€      | Arsenal FC             | 12 juillet 2007  | [ 182 ] |
| 5e       | Bonaventure Kalou | 8,5 M€    | Paris Saint-Germain    | 16 juin 2005     | [ 183 ] |
| 6e       | Philippe Mexès    | 7 M€      | AS Rome                | 17 juin 2004     | [ 184 ] |
| 7e       | Benjani           | 6 M€      | Portsmouth FC          | 6 janvier 2006   | [ 185 ] |
| 8e       | Evan Ndicka       | 5,5 M€    | Eintracht Francfort    | 5 juillet 2018   | [ 186 ] |
| 9e       | Alain Traoré      | 5 M€      | FC Lorient             | 21 juillet 2012  | [ 187 ] |
| 9e       | Benoît Cheyrou    | 5 M€      | Olympique de Marseille | 21 juin 2007     | [ 188 ] |

1. ↑  Le transfert est estimé à 14 M£ soit environ 21 M€.
2. ↑  Le transfert est estimé à 8 M£ soit environ 12 M€.
3. ↑  Le transfert est estimé à 6 M£ soit environ 9 M€.
4. ↑  Le transfert est estimé à 4,1 M£ soit environ 6 M€.

Mis à jour le 27 avril 2020.

## Soutien et image

### Culture populaire
En 1978, des séquences du film Coup de tête de Jean-Jacques Annaud avec Patrick Dewaere ont été tournées au cours du match Auxerre-Troyes lors de la septième journée du championnat de France de football D2 1978-1979. Guy Roux est crédité au générique comme conseiller technique et sportif.
En 1998, dans le film Le Dîner de cons, de Francis Veber, François Pignon joué par Jacques Villeret est supporter de l'AJA.
L'image de l'AJ Auxerre est liée à celle de Guy Roux. Il véhicule l'image du paysan pour qui « un sou est un sou ». Depuis 1993 et la création de sa marionnette, Les Guignols de l'info le caricature alors en « éleveur de champions ». Cette expression est ensuite reprise par les médias. Guy Roux est également connu pour la rigoureuse gestion de son effectif. Il va en boîte de nuit chercher ses joueurs, vérifie les compteurs kilométriques des voitures et attache même avec un cadenas la mobylette de Basile Boli afin que ce dernier ne sorte plus le soir. Une publicité pour un opérateur reprend même cette image : le spot publicitaire met en scène un jeune footballeur qui, en charmante compagnie, a la surprise de retrouver son entraîneur au fond de son lit. L'image de Guy Roux est aussi associée à ses bonnets qu'il met dès que la température descend en dessous de dix degrés. Philippe Guillard dans son émission parodique Le geste technique fait un sketch avec Guy Roux intitulé « Le prendage et le mettage de bonnet ».

### Supporters et affluence
L'AJ Auxerre possède un groupe de supporters : les Ultras Auxerre 1990. Ils sont placés dans la tribune Leclerc Bas. Cette tribune regroupe quelque huit cent fidèles supporters actifs, chiffre qui a hautement augmenté à la suite de la promotion de l'AJ Auxerre en première division. Les Blue Angels 1998, ancien groupe de supporter, cessent leurs activités en 2012.
Lors de la saison 1995-1996, l'AJ Auxerre est soutenue par Gérard Depardieu. Introduit au club par son ami Gérard Bourgoin, il devient rapidement la mascotte du club prenant place sur le banc de touche les soirs de matchs. Détournant également l'attention des médias il permet ainsi aux joueurs de l'AJA d'avoir moins de pression.
Les plus fortes affluences de l'AJ Auxerre sont obtenues lors de la saison 2022-2023 marquant le retour de l'AJ Auxerre en Ligue 1 avec une moyenne de spectateurs de 15 607 en championnat et 15 093 toutes compétitions confondues.
Malgré une descente en Ligue 2, le club engendre toujours des affluences inédites lors de la saison 2023-2024 avec des rencontres dépassant les 12 000 spectateurs.
L'AJ Auxerre est également remarquée pour son affluence à l'extérieur dans les espaces visiteurs. En effet, lors de la saison 2022-2023, l'AJ Auxerre possède la 6e meilleure affluence en déplacement en Ligue 1 avec une affluence moyenne de son espace visiteur de 429.
En 2010, un sondage LH2 Sport révèle que l'AJ Auxerre est un club assez apprécié puisqu'il s'agit du cinquième club préféré des Français.
1. Lors de la saison 2020-2021, en raison de la pandémie de Covid-19, uniquement 5 rencontres se sont déroulées avec des spectateurs. Les rencontres se sont déroulées avec une jauge à 5000 ou 7000 spectateurs.

### Rivalités

#### Avec les clubs auxerrois
À Auxerre, les premiers rivaux de l'AJA sont l'Alliance vélo-sportive auxerroise (ASVA), fondée en 1904, et l'Étoile sportive auxerroise (ESA), fondée en 1884. L'ASVA est même le premier adversaire de l'AJA lors de la Coupe de France de football 1917-1918. L'AJA s'incline 6 buts à 1. En 1942, l'ASVA et l'ESA fusionnent pour donner naissance au Stade auxerrois. À cette époque le régime de Vichy encourage les différents clubs d'une même ville à fusionner. L'abbé Deschamps refuse que l'AJA se joigne à ces deux clubs. Le Stade auxerrois est donc le nouveau rival local de l'AJ Auxerre dans les années 1950 et 1960, où idéologies politique (le Stade venant de l'ESA qui est plutôt communiste) et religieuse se mêlent à l'aspect sportif : entre le club laïc de la ville (Stade auxerrois) et le club catholique du patronage (AJA), les matchs reflètent les oppositions de l'époque. De nos jours, le Stade auxerrois reste toujours un club populaire à Auxerre.

#### Avec les clubs bourguignons et avec Troyes
En 1999, l'AJ Auxerre affronte pour la première fois l'ESTAC Troyes en première division. Historiquement, le rival de Troyes est le Stade de Reims, lors du derby de la Champagne. Bien qu'Auxerre et Troyes sont situés dans deux départements différents, mais limitrophes, la distance entre les deux villes n'est que de 77 km. Dès lors, pour les supporters et les médias, l'utilisation du mot derby pose question,. En effet, les deux clubs entretiennent de bonnes relations, Daniel Masoni, président du club troyen de 2009 à 2020, sponsorise ainsi l'AJ Auxerre. De plus, plusieurs joueurs portent le maillot des deux clubs au cours de leur carrière comme Benjamin Nivet, Carlens Arcus, Michaël Barreto, François Bellugou, Quentin Westberg.
Pour les matches entre l'AJA et le Dijon FCO, la question de savoir s'il s'agit d'un vrai derby existe là-aussi. Si les deux clubs sont situés en Bourgogne, il faut attendre la saison 2011-2012 pour les voir s'affronter pour la première fois de leur histoire en première division. Le club dijonnais a été fondé en 1998 et a mis treize ans pour atteindre l'élite. « Je n'ai jamais joué Dijon ou alors quand j'étais en équipe C. Cette rivalité sportive est trop récente pour se faire ressentir. C'est surtout une histoire de supporters, une guéguerre entre voisins », explique Fabien Cool, recordman du nombre de matches joués sous le maillot de l'AJ Auxerre. Les termes « guéguerre » et « petite rivalité » sont régulièrement utilisés pour qualifier les oppositions entre les deux clubs. Une dizaine de joueurs ont d'ailleurs porté le maillot des deux clubs. Les deux clubs évoluant souvent dans des divisions différentes, ils ne s'affrontent pas entre le 23 avril 2016 et le 22 novembre 2021. Le dernier affrontement entre les deux clubs remonte au 19 avril 2022.

Les clubs voisins de l'AJ Auxerre

### Politique de recrutement
Lorsque le club évolue dans les divisions inférieures (DH, CFA), l'AJ Auxerre s’appuie sur les entreprises auxerroises pour recruter des joueurs. Certaines sont dirigées par des membres de l’AJ Auxerre ce qui facilite les choses. Ainsi lorsque le RC Lens est en butte à des difficultés financières, l'AJA s'attache les services du hongrois Gerensceri Kalman en le faisant embaucher parallèlement chez M. Aubin un grossiste en électroménager. Jean-Claude Gagneux qui fait partie du staff travaille lui aussi chez Aubin. La Banque Populaire, le Crédit Agricole et le garage de Jean-Claude Hamel emploient eux aussi des joueurs. Jacques Contant est ainsi directeur commercial du garage Hamel. Lorsqu'André Fefeu est recruté par l'AJA il est employé dans la société de construction de pavillons d'Émile Martin, qui est l'un des dirigeants de l'AJA.
L'AJ Auxerre forme de nombreux joueurs dans le but de les revendre afin d'acheter d'autres joueurs mais également afin d'investir dans les infrastructures du club. Le centre de formation créé en 1982 a vu plusieurs membres des premières promotions vendus aux grands clubs français des années 1980-1990 : Jean-Marc Ferreri aux Girondins de Bordeaux, Éric Cantona, Basile Boli, William Prunier, Daniel Dutuel à l’Olympique de Marseille, Stéphane Mahé, Alain Goma au Paris Saint-Germain. Cette politique existe toujours mais aujourd'hui l'AJA vend ses principaux joyaux aux clubs étrangers : Djibril Cissé à Liverpool FC, Abou Diaby et Bacary Sagna à Arsenal FC.

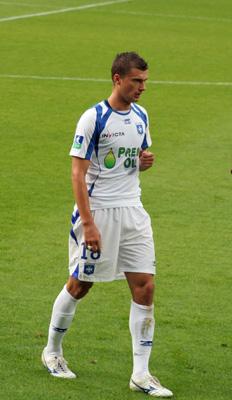
Gabriel Tamaș, le défenseur roumain de l'AJA lors de la saison 2007-2008

Ne disposant pas des moyens des grands clubs, l'AJA met en place dans les années 1980 la filière polonaise : les joueurs polonais sont à la fois talentueux et bon marché. Les deux premiers Polonais de l'AJA sont Marian Szeja qui évolue déjà dans le championnat de France et Zbigniew Szłykowicz en 1974. Par la suite, Auxerre recrute Józef Klose, Andrzej Szarmach, Paweł Janas, Zbigniew Kaczmarek, Waldemar Matysik, Henryk Wieczorek et Andrzej Zgutczyński. La filière polonaise continue dans les années 1990-2000 mais avec beaucoup moins de succès : Piotr Włodarczyk, Marcin Kuźba, Kamil Oziemczuk. Pour la saison 2008-2009, l'AJA s'appuie sur Ireneusz Jeleń (né à Płock, jumelée avec Auxerre) et Dariusz Dudka. Cette filière de l'Est ne concerne pas exclusivement la Pologne. Des Hongrois (Győző Burcsa, Kálmán Kovács), des Roumains qui sont au nombre de trois lors de la saison 2007-2008 (Gabriel Tamaș, Daniel Niculae, Vlad Munteanu), un Tchèque : René Bolf et un Macédonien : Robert Popov.
Auxerre mise également sur la relance des joueurs dont la carrière connaît des difficultés. Auxerre relance ainsi les carrières de Enzo Scifo qui est remplaçant à l'Inter Milan, Alain Roche (qui ne s'est pas imposé à l'OM) et Laurent Blanc par exemple. Auteurs de belles prestations sous les couleurs auxerroises, ils sont par la suite recrutés de nouveau par des grands clubs (Scifo à Monaco, Roche au PSG, Blanc à Barcelone). L'AJA sert aussi de tremplin à des joueurs évoluant déjà en Division 1 comme Jean-Alain Boumsong et Benoît Cheyrou. Le club icaunais recrute aussi des joueurs dans les divisions inférieures du championnat de France : Lilian Laslandes (Saint-Seurin D2), Sabri Lamouchi (Alès D2), Gérald Baticle (Amiens D3), Christophe Cocard (Evreux D3), Thomas Deniaud (Ancenis D3), Cyril Jeunechamp (Nîmes D3), Hélder Esteves (Saint-Maur Lusitanos D4). Le dernier joueur issu de cette filière est Maurice-Junior Dalé recruté à Martigues (D3) en juin 2008.
En matière de recrutement l'AJA évite les Sud-Américains. Ceci s'explique par le fait que selon Guy Roux, il est impossible pour l'AJA de recruter les meilleurs Sud-Américains, mais aussi parce que lorsque ces joueurs rentrent au pays, cela les fatigue beaucoup plus que les joueurs étrangers résidant en Europe ou en Afrique. Ainsi, en plus de cent ans, seuls quatre joueurs sud-américains ont évolué à Auxerre : le Chilien Pedro Reyes, le Brésilien Marcos António Elias Santos dont les passages ne sont guère concluants, le Vénézuélien Yonathan Del Valle et l'Argentin Hugo Colace, plus récemment. L'AJ Auxerre a recruté son premier joueur asiatique dans son histoire lors du mercato d'hiver 2011 avec l'arrivée de l'attaquant international coréen Jung Jo-gook. À la suite de l'arrivée de James Zhou à la tête du club, le souhait de recruter des joueurs chinois se met en place. Dans cette optique, un jeune de 19 ans et Zheng Jie rejoignent le club en janvier 2018.

### Relation avec les médias
L'AJ Auxerre n'est pas un club très médiatique. En 2006-2007, l'AJA a touché 25 246 888 euros des droits télévisés attribués par la LFP contre 44 559 806 euros pour l'Olympique lyonnais. Lors de la saison 2007-2008, le club a reçu 18 880 326 euros contre 44 895 472 euros pour l'Olympique lyonnais. À l'issue de la saison 2008-2009 l'AJA a perçu 23 350 733 contre 47 451 832 pour l'Olympique de Marseille. Comme la plupart des clubs professionnels, l'AJA est présente sur les réseaux sociaux comme Facebook, Twitter mais aussi Instagram, le club possède également une chaîne Dailymotion.
| Saison    | Classement Ligue 1 | Part fixe  | Classement sportif | Classement sportif | Notoriété       | Notoriété          | Diff. TV | Challenge de l'offensive | Total (en euros) |
| Saison    | Classement Ligue 1 | Part fixe  | Saison en cours    | 5 saisons révolues | Saison en cours | 5 saisons révolues | Diff. TV | Challenge de l'offensive | Total (en euros) |
| 2006-2007 | 8e                 | 11 937 768 | (8e) 5 995 688     | (2e) 2 758 016     | (9e) 2 584 807  | (7e) 1 327 934     | 10       | (10e) 642 675            | 25 246 888       |
| 2007-2008 | 15e                | 12 027 961 | (15e) 2 272 244    | (4e) 1 934 206     | (15e) 948 928   | (7e) 1 338 721     | 5        | (14e) 358 896            | (13e) 18 880 326 |
| 2008-2009 | 8e                 | 12 165 348 | (8e) 6 569 288     | (7e) 1 454 975     | (10e) 3 161 122 | (10e) 3 161 122    | 6        | -                        | (10e) 23 350 733 |
| 2009-2010 | 3e                 | 12 451 279 | (3e) 13 546 992    | (6eex) 1 606 215   | (11e) 2 801 082 | (11e) 2 801 082    | -        | -                        | (5e) 30 405 568  |
| 2010-2011 | 9e                 | 12 672 721 | (9e) 5 956 178     | (6e) 1 753 905     | (11e) 2 933 748 | (11e) 2 933 748    | -        | -                        | (10e) 23 316 552 |
| 2011-2012 | 20e                | 12 672 844 | (20e) 0            | (6e) 1 753 922     | (10e) 3 383 347 | (10e) 3 383 347    | -        | -                        | (16e) 17 810 113 |
| 2022-2023 |                    |            |                    |                    |                 |                    |          |                          |                  |

| Saison    | Classement Ligue 2 | Part fixe | Licence club | Classement sportif Saison en cours | Formation     | Notoriété Saison en cours | Total (en euros) |
| 2012-2013 | 9e                 | 2 872 238 | 967 233      | (9e) 188 684                       | (3e) 364 729  | 378 757                   | 4 771 640        |
| 2013-2014 | 16e                | 2 875 418 | 884 744      | (16e) 61 047                       | (1er) 346 959 | 290 513                   | 4 458 681        |
| 2014-2015 | 9e                 | 2 794 788 | 898 405      | (9e) 183 596                       | (2e) 368 543  | 214 984                   | 4 460 317        |
| 2015-2016 | 8e                 | -         | -            | -                                  | -             | -                         | 4 987 000        |
| 2016-2017 | 17e                | -         | -            | -                                  | -             | -                         | 5 582 000        |
| 2017-2018 | 11e                | -         | -            | -                                  | -             | -                         | 5 419 000        |
| 2018-2019 | 15e                | -         | -            | -                                  | -             | -                         |                  |
| 2019-2020 | 11e                | -         | -            | -                                  | -             | -                         |                  |
| 2020-2021 | 6e                 | -         | -            | -                                  | -             | -                         |                  |
| 2021-2022 | 3e                 | -         | -            | -                                  | -             | -                         |                  |

#### L'Yonne républicaine
Le quotidien régional français, L'Yonne républicaine, basé à Auxerre, a toujours soutenu l'AJ Auxerre. Ainsi Louis Clément qui en est le PDG de 1959 à 1986 est un ancien joueur de l'AJA. De même, Serge Mesonès, ancien capitaine de l'AJA est journaliste au quotidien après sa carrière de joueur. À partir de la saison 1970-1971, Guy Roux va tous les jours (sauf les veilles et lendemains de matchs) au journal afin d'y rédiger un article sur l'AJ Auxerre où il parle de lui à la troisième personne. Au bout de quelques années, Guy Roux demande à Louis Clément une rémunération. Louis Clément lui propose de l'abonner à L'Yonne républicaine. Guy Roux accepte l'offre à condition que ce soit son grand-père qui en bénéficie jusqu'à la fin de ses jours (le grand-père de Guy Roux est alors âgé de 87 ans). Louis Clément accepte et le grand-père de Guy Roux décède à l'âge de 99 ans et demi.

#### AJA Magazine
En septembre 2004, prenant exemple sur de nombreux clubs, l'AJA mit en vente le magazine officiel du club : Auxerre Football au prix de trois euros. En septembre 2006, le magazine change de nom et devient AJA magazine pour un prix de quatre euros. On y trouve les comptes-rendus des matchs, des interviews et portraits des joueurs ainsi qu'un poster au format A3. Le magazine n'édite pas pendant les deux mois d'été.
Le magazine cesse de paraître à partir de mai 2012 et de la descente de l'AJA en Ligue 2.

## Autres équipes

### Équipe réserve et sections jeunes
Dans son histoire, l'AJ Auxerre remporte à 18 reprises son groupe de Division 3, de National 2 ou CFA, plus haut niveau qu'une réserve puisse disputer.
Elle remporte à 5 reprises la Division 3 (1984, 1986, 1988, 1990 et 1992), à 2 reprises la National 2 (1994 et 1996) et à une reprise le championnat des réserves professionnelles après avoir remporté son groupe de CFA (1999).
Lors de la saison 2019-2020, dans une saison tronquée par la pandémie de Covid-19, l'équipe dirigée par David Carré remporte son groupe de National 3 en Bourgogne-Franche-Comté. La reserve reste invaincue et remonte donc en National 2.
En équipe de jeunes, l'AJ Auxerre participe aux championnats nationaux U19 et U17 ainsi qu'à la Coupe Gambardella dont elle est la plus titrée avec 7 titres.
Au cours de son histoire, l'AJ Auxerre a remporté 7 Coupe Gambardella (1982, 1985, 1986, 1993, 1999, 2000 et 2014), 1 Championnat de France U19 (2012), 1 Championnat de France U17 (1994), 1 Championnat de France U16 (2003) et 2 Championnats de France U15 (1991 et 1996).